# Liste der Lokomotiv- und Triebwagenbaureihen der MÁV

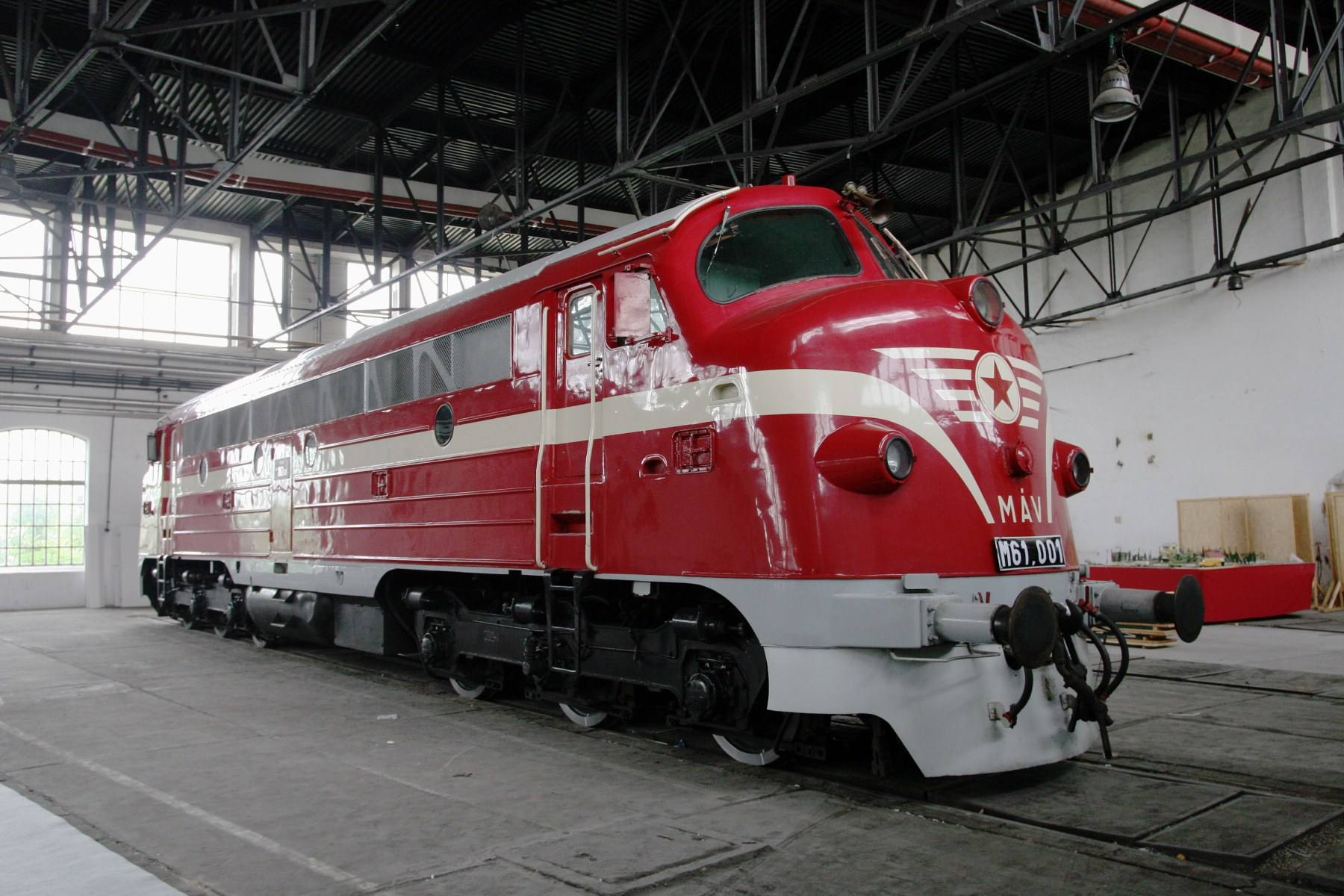
NOHAB-Diesellokomotive M61 001

Diese Liste bietet Links zu den Wikipedia-Artikeln über Triebfahrzeug-Baureihen der ungarischen Staatsbahn Magyar Államvasutak (MÁV).
In ihrer Geschichte seit 1868 hat die MÁV mittlerweile vier unterschiedliche Bezeichnungsschemata ihrer Triebfahrzeuge zur Anwendung gebracht, die im Folgenden erläutert werden.

## Erstes Bezeichnungsschema 1868
Nachdem die Lokomotiven in der Anfangszeit der Eisenbahn statt Nummern Namen trugen, erhielten sie im ersten Bezeichnungsschema der MÁV von 1868 im Wesentlichen fortlaufende Nummern, wobei nicht nach selbst beschafften und von Privatbahnen übernommenen Lokomotiven unterschieden wurde. Außerdem konnten Lokomotiven nicht nach Kategorien eingeteilt werden.
| Triebfahrzeuge der MÁV / Erstes Schema 1868 | Triebfahrzeuge der MÁV / Erstes Schema 1868 | Triebfahrzeuge der MÁV / Erstes Schema 1868 | Triebfahrzeuge der MÁV / Erstes Schema 1868 | Triebfahrzeuge der MÁV / Erstes Schema 1868 | Triebfahrzeuge der MÁV / Erstes Schema 1868 | Triebfahrzeuge der MÁV / Erstes Schema 1868                            | Triebfahrzeuge der MÁV / Erstes Schema 1868            |
| 1. Schema-Nr.                               | 2. Schema                                   | 3. Schema                                   | Herkunft                                    | Bauart                                      | Baujahr(e)                                  | Hersteller                                                             | Bemerkungen                                            |
| ------------------------------------------- | ------------------------------------------- | ------------------------------------------- | ------------------------------------------- | ------------------------------------------- | ------------------------------------------- | ---------------------------------------------------------------------- | ------------------------------------------------------ |
| 1–2                                         | IIIb 2221–2222                              | 355,001–002                                 | MÉV 1–2                                     | C n2                                        | 1865–1869                                   | Sigl/Wr. Neustadt                                                      |                                                        |
| 3–8                                         | IIa 1101–1106                               | 236,001–005                                 | MÉV 3–8                                     | 1B n2                                       | 1865–1867                                   | Sigl/Wien, Sigl/Wr. Neustadt                                           |                                                        |
| 9–16                                        | IIIb 2223–2230                              | 355,003–010                                 | MÉV 9–16                                    | C n2                                        | 1865–1869                                   | Sigl/Wr. Neustadt                                                      |                                                        |
| 17–26                                       | III 2001–2010                               | 335,001–010                                 | MÁV                                         | C n2                                        | 1869                                        | Sigl/Wr. Neustadt                                                      |                                                        |
| 27                                          | II 1001                                     | 238,001                                     | MÁV                                         | 1B n2                                       | 1869                                        | Sigl/Wr. Neustadt                                                      |                                                        |
| 28–31                                       | III 2011–2014                               | 335,011–014                                 | MÁV                                         | C n2                                        | 1869–1870                                   | Sigl/Wien                                                              |                                                        |
| 32–34                                       | II 1002–1004                                | 238,002–004                                 | MÁV                                         | 1B n2                                       | 1870                                        | Sigl/Wr. Neustadt                                                      |                                                        |
| 35–36                                       | V 5001–5002                                 | 374,001–002                                 | MÁV                                         | C n2                                        | 1870                                        | Sigl/Wien                                                              |                                                        |
| 37–40                                       | III 2015–2018                               | 335,015–018                                 | MÁV                                         | C n2                                        | 1870                                        | Sigl/Wr. Neustadt                                                      |                                                        |
| 41–48                                       | IV 4001–4008                                | 441,001–008                                 | MÁV                                         | D n2                                        | 1870–1874                                   | Sigl/Wien, Wr. Neustadt                                                |                                                        |
| 49–51                                       | V 5003–5005                                 | 374,003–005                                 | MÁV                                         | C n2                                        | 1871                                        | Sigl/Wien                                                              |                                                        |
| 52–53                                       | III 2019–2020                               | 335,001–152                                 | MÁV                                         | C n2                                        | 1871                                        | Sigl/Wr. Neustadt                                                      |                                                        |
| 54–55                                       | V 5006–5007                                 | 374,006–007                                 | MÁV                                         | C n2                                        | 1871                                        | Sigl/Wien                                                              |                                                        |
| 56–69                                       | III 2021–2034                               | 335,019–034                                 | MÁV                                         | C n2                                        | 1872                                        | Sigl/Wr. Neustadt                                                      |                                                        |
| 70–72                                       | IV 4009–4011                                | 441,001–011                                 | MÁV                                         | D n2                                        | 1870–1874                                   | Sigl/Wien, Wr. Neustadt                                                |                                                        |
| 73–75                                       | V 5008–5010                                 | 374,008–010                                 | MÁV                                         | C n2                                        | 1871                                        | Sigl/Wien                                                              |                                                        |
| 76–87                                       | IV 4012–4023                                | 441,012–023                                 | MÁV                                         | D n2                                        | 1870–1874                                   | Sigl/Wien, Wr. Neustadt                                                |                                                        |
| 88                                          | II 1005                                     | 238,005                                     | MÁV                                         | 1B n2                                       | 1872                                        | Sigl/Wr. Neustadt                                                      |                                                        |
| 89–91                                       | IIb 1111–1113                               | 240,001–003                                 | MÁV                                         | 1B n2                                       | 1872–1874                                   | Wr. Neustadt                                                           |                                                        |
| 92                                          | II 1006                                     | 238,006                                     | MÁV                                         | 1B n2                                       | 1872                                        | Sigl/Wr. Neustadt                                                      |                                                        |
| 93–96                                       | III 2035–2038                               | 335,035–038                                 | MÁV                                         | C n2                                        | 1872                                        | Sigl/Wr. Neustadt                                                      |                                                        |
| 97–98                                       | IIb 1114–1115                               | 240,004–005                                 | MÁV                                         | 1B n2                                       | 1872–1874                                   | Wr. Neustadt                                                           |                                                        |
| 99–100                                      | V 5011–5012                                 | 374,011–012                                 | MÁV                                         | C n2                                        | 1872–1873                                   | Sigl/Wien                                                              |                                                        |
| 101–104                                     | III 2039–2042                               | 335,039–042                                 | MÁV                                         | C n2                                        | 1869                                        | Sigl/Wr. Neustadt                                                      |                                                        |
| 105–107                                     | II 1007–1009                                | 238,007–009                                 | MÁV                                         | 1B n2                                       | 1869                                        | Sigl/Wr. Neustadt                                                      |                                                        |
| 108–119                                     | III 2043–2054                               | 335,043–54                                  | MÁV                                         | C n2                                        | 1874–1875                                   | Budapest                                                               |                                                        |
| 120–125                                     | IV 4024–4029                                | 441,024–029                                 | MÁV                                         | D n2                                        | 1870–1874                                   | Sigl/Wien, Wr. Neustadt                                                |                                                        |
| 126–128                                     | IV 4030–4032                                | 441,030–032                                 | EMGV IV 21, 8, 9                            | D n2                                        | 1870–1874                                   | Sigl/Wien, Wr. Neustadt                                                | von EMGV gekauft                                       |
| 129                                         | IIb 1116                                    | 240,006                                     | MÁV                                         | 1B n2                                       | 1872–1874                                   | Wr. Neustadt                                                           |                                                        |
| 130–135                                     | V 5013–5018                                 | 374,013–018                                 | MÁV                                         | C n2                                        | 1873                                        | Sigl/Wien                                                              |                                                        |
| 136–141                                     | VI 5081–5086                                | 373,001–006                                 | MÁV                                         | C n2                                        | 1874                                        | Mödling                                                                |                                                        |
| 142–144                                     | V 5019–5021                                 | 374,019–021                                 | MÁV                                         | C n2                                        | 1874                                        | Mödling                                                                |                                                        |
| 145–158                                     | IIIa 2201–2214                              | 338,001–014                                 | MÁV                                         | C n2                                        | 1874                                        | StEG                                                                   |                                                        |
| 159–164                                     | I 1–6                                       | 259,001–006                                 | MÁV                                         | 2B n2                                       | 1874                                        | StEG                                                                   |                                                        |
| 165–170                                     | III 2055–2060                               | 335,055–060                                 | MÁV                                         | C n2                                        | 1878                                        | Budapest                                                               |                                                        |
| 171–173                                     | II 1010–1012                                | 238,010–012                                 | VVV 1–3                                     | 1B n2                                       | 1876                                        | Wr. Neustadt                                                           |                                                        |
| 174–181                                     | IIIc 2231–2238                              | 359,001–008                                 | VVV 10–17                                   | C n2                                        | 1873                                        | Wr. Neustadt                                                           |                                                        |
| 182                                         | VIII 5121                                   | 150,001                                     | MÁV                                         | A1 n2t                                      | 1880–1884                                   | Floridsdorf                                                            |                                                        |
| 183–188                                     | Ia 11–16                                    | 220,001–006                                 | MÁV                                         | 2B n2                                       | 1881                                        | Budapest                                                               | mit Kamper-Drehgestell                                 |
| 189–192                                     | X 5133–5136                                 | 20,001–004                                  | MÁV                                         | B n2t                                       | 1881–1883                                   | Budapest                                                               |                                                        |
| 193–194                                     | XI 5171–5172                                | 283,001–002                                 | MÁV                                         | B n2t                                       | 1881                                        | Floridsdorf                                                            |                                                        |
| 195–200                                     | Id 321–326                                  | 221,001–006                                 | MÁV                                         | 2B n2                                       | 1883–1888                                   | Budapest                                                               |                                                        |
| 201–204                                     | V 5022–5025                                 | 374,022–025                                 | MKV 101–104                                 | C n2                                        | 1873                                        | Sigl/Wien                                                              |                                                        |
| 205–210                                     | Id 327–332                                  | 221,007–012                                 | MÁV                                         | 2B n2                                       | 1883–1888                                   | Budapest                                                               |                                                        |
| 211–227                                     | II 1013–1023                                | 238,013–023                                 | MKV 11–14, 18, 21-27                        | 1B n2                                       | 1870–1873                                   | Sigl/Wr. Neustadt                                                      | 215–217, 219–220, 222 → MNyV 9–14                      |
| 215"–217"                                   | III 2061–2063                               | 335,061–063                                 | MNyV 28, 38–39                              | C n2                                        | 1871–1872                                   | Sigl/Wr. Neustadt                                                      |                                                        |
| 219"–220"                                   | III 2064–2065                               | 335,064–065                                 | MNyV 26, 36                                 | C n2                                        | 1871–1872                                   | Sigl/Wr. Neustadt                                                      |                                                        |
| 222"                                        | III 2066                                    | 335,066                                     | MNyV 22                                     | C n2                                        | 1871                                        | Sigl/Wr. Neustadt                                                      |                                                        |
| 228–230                                     | II 1024–1026                                | 238,024–026                                 | EEV 36–38                                   | 1B n2                                       | 1872                                        | Sigl/Wr. Neustadt                                                      |                                                        |
| 231–240                                     | IIh 1201–1210                               | 257,001–008                                 | EEV 1–10                                    | 1B n2                                       | 1868                                        | Maffei/München                                                         |                                                        |
| 241–269                                     | III 2067–2095                               | 335,067–095                                 | MKV 41–69                                   | C n2                                        | 1870                                        | Sigl/Wr. Neustadt, Sigl/Wien                                           |                                                        |
| 270–277                                     | IIIg 3011–3018                              | 336,001–008                                 | EEV 28–35                                   | C n2                                        | 1872                                        | Sigl/Wien, Wr. Neustadt                                                |                                                        |
| 278–283                                     | IIIh 3021–3026                              | 357,001–006                                 | EEV 22–27                                   | C n2                                        | 1870                                        | Maffei/München                                                         |                                                        |
| 284–289                                     | IIIf 3001–3006                              | 337,001–006                                 | EEV 39–44                                   | C n2                                        | 1872–1873                                   | Floridsdorf                                                            |                                                        |
| 290–294                                     | IIk 1211–1215                               | 256,001–005                                 | EEV 11–15                                   | 1B n2                                       | 1860                                        | Günther                                                                |                                                        |
| 295–300                                     | IIl 1216–1221                               | 258,001–005                                 | EEV 16–21                                   | 1B n2                                       | 1868                                        | Sigl/Wr. Neustadt                                                      |                                                        |
| 301–305                                     | Ib 301–305                                  |                                             | TVV 15–17, 19, 24                           | 1B n2                                       | 1880                                        | StEG                                                                   | Umbau aus Ic                                           |
| 306–315                                     | Ic 306–312                                  |                                             | TVV 18, 20–23, 25–29                        | 1B n2                                       | 1857–1858                                   | Budapest                                                               | 1880 301–305 Umbau in Ib                               |
| 316–325                                     | IIc 1121–1130                               |                                             | TVV 45–54                                   | 1B n2                                       | 1859                                        | StEG                                                                   |                                                        |
| 326–345                                     | IId 1131–1150                               | 239,001–017                                 | TVV 73"–77", 78–92                          | 1B n2                                       | 1870–1872                                   | Karlsruhe                                                              |                                                        |
| 346–349                                     | IIe 1151–1154                               | 254,001–003                                 | TVV 11, 14, 33–34                           | 1B n2                                       | 1857–1858                                   | StEG                                                                   |                                                        |
| 350–380                                     | IIf 1155–1156, 1161–1189                    | 253,001–004 254,004–005                     | TVV 5–10, 12–13, 30–32, 35–44, 55–64        | 1B n2                                       | 1857–1859                                   | StEG                                                                   |                                                        |
| 381–388                                     | IIg 1191–1198                               | 255,001–002                                 | TVV 65–72                                   | 1B n2                                       | 1859                                        | Günther                                                                |                                                        |
| 389–390                                     | IX 5131–5132                                | 274,001–002                                 | TVV 1–2                                     | B n2                                        | 1879                                        | StEG                                                                   |                                                        |
| 391–392                                     | IIId 2241–2242                              | 314,001–002                                 | TVV 93–94                                   | C n2                                        | 1879                                        | Budapest                                                               |                                                        |
| 393–398                                     | III 2147–2152                               | 335,147–152                                 | ArTV I–VI                                   | C n2                                        | 1870                                        | Sigl/Wr. Neustadt                                                      |                                                        |
| 401–500                                     | IIIe 2251–2747                              | 326,001–497                                 | MÁV                                         | C n2                                        | 1882–1897                                   | Wöhlert/Berlin, Budapest, Wr. Neustadt, Krauss/Linz, StEG, Floridsdorf |                                                        |
| 501–538                                     | IVa 4041–4078                               | 420,001–038                                 | MÁV                                         | D n2                                        | 1882–1885                                   | Wr. Neustadt, Floridsdorf                                              |                                                        |
| 539–550                                     | V 5026–5037                                 | 374,026–037                                 | DDV 1–12                                    | C n2                                        | 1871–1872                                   | Sigl/Wien                                                              |                                                        |
| 551–567                                     | X 5133–5153                                 | 20,005–021                                  | MÁV                                         | B n2t                                       | 1881–1883                                   | Budapest                                                               |                                                        |
| 568                                         | X 5154                                      | 20,022                                      | MÁV                                         | B n2vt                                      | 1883                                        | Budapest                                                               |                                                        |
| 569–573                                     | VIII 5121–5126                              | 150,001–006                                 | MÁV                                         | A1 n2t                                      | 1880–1884                                   | Floridsdorf                                                            |                                                        |
| 574–599                                     | XII 5181–5670                               | 377,001–487                                 | MÁV                                         | C n2t                                       | 1885–1924                                   | Budapest, Krauss/Linz, StEG, Weitzer J. (Arad)                         |                                                        |
| 601–700                                     | IIIe 2251–2747                              | 326,001–497                                 | MÁV                                         | C n2                                        | 1882–1897                                   | Wöhlert/Berlin, Budapest, Wr. Neustadt, Krauss/Linz, StEG, Floridsdorf |                                                        |
| 701–707                                     | Id 333–339                                  | 221,013–019                                 | MÁV                                         | 2B n2                                       | 1883–1888                                   | Budapest                                                               |                                                        |
| 708–717                                     | Ia 17–26                                    | 220,007–16                                  | MÁV                                         | 2B n2                                       | 1881                                        | Wr. Neustadt                                                           |                                                        |
| 718–722                                     | Id 340–344                                  | 221,020–024                                 | MÁV                                         | 2B n2                                       | 1883–1888                                   | Budapest                                                               |                                                        |
| 723–732                                     | Ia 27–36                                    | 220,020–029                                 | MÁV                                         | 2B n2                                       | 1890–1905                                   | Budapest, Floridsdorf, Wr. Neustadt                                    |                                                        |
| 733–736                                     | Ie 401–493                                  | 222,001–093                                 | MÁV                                         | 2B n4v                                      | 1890–1904                                   | Budapest, Floridsdorf, Wr. Neustadt                                    |                                                        |
| 737–738                                     | If 501–502                                  | 222,094–095                                 | MÁV                                         | 2B n2                                       | 1891                                        | Budapest                                                               |                                                        |
| 739–742                                     | Ia 37–40                                    | 220,030–033                                 | MÁV                                         | 2B n2                                       | 1890–1905                                   | Budapest, Floridsdorf, Wr. Neustadt                                    |                                                        |
| 743–750                                     | Id 345–352                                  | 221,025–032                                 | MÉKV 1"–8"                                  | 2B n2                                       | 1887                                        | Budapest                                                               |                                                        |
| 751–790                                     | XII 5181–5670                               | 377,001–487                                 | MÁV                                         | C n2t                                       | 1885–1924                                   | Budapest, Krauss/Linz, StEG, Arad                                      |                                                        |
| 801–838                                     | IIm 1222–1259                               | 237,001–036                                 | AFV 1–38                                    | 1B n2                                       | 1869–1871                                   | Maffei, Krauss/München, Wr. Neustadt                                   |                                                        |
| 839–840                                     | XXI 6911–6912                               | 389,001–002                                 | MÁV                                         | C n2t                                       | 1886                                        | Wr. Neustadt                                                           | Schmalspur 750 mm; Umbau auf C n2; davor XXI 5911–5912 |
| 841–849                                     | V 5038–5046                                 | 374,038–046                                 | MÉKV 200–208                                | C n2                                        | 1871–1876                                   | Sigl/Wien, Budapest                                                    |                                                        |
| 850–859                                     | II 1027–1036                                | 238,027–036                                 | MNyV 1–3, 7, 9–14                           | 1B n2                                       | 1870–1872                                   | Sigl/Wr. Neustadt                                                      |                                                        |
| 860–876                                     | III 2096–2112                               | 335,096–112                                 | MNyV 21, 23–25, 27, 29–35, 37, 40–42, 46    | C n2                                        | 1871–1873                                   | Sigl/Wr. Neustadt                                                      |                                                        |
| 877–888                                     | XIII 5651–5662                              |                                             | MNyV 61–72                                  | 1B n2t                                      | 1884                                        | Krauss/München                                                         | um 1891 Umbau in C n2vt XIII                           |
| 890–893                                     | XII 5181–5670                               | 377,001–487                                 | MÁV                                         | C n2t                                       | 1885–1924                                   | Budapest, Krauss/Linz, StEG, Arad                                      |                                                        |
| 894–895                                     | XIIb 6562                                   |                                             | MÁV                                         | C n2t                                       | 1884                                        | Hagans                                                                 | davor XIIb 5561–5562                                   |
| 896–897                                     | XIIc 6571–6572                              |                                             | MÁV                                         | C n2t                                       | 1865                                        | StEG                                                                   | davor XIIc 5571–5572                                   |
| 898–900                                     | VII 5091–5093                               |                                             | BHHÉV                                       | B n2tr                                      | 1891                                        | Budapest                                                               |                                                        |
| 901–959                                     | IIIe 2251–2747                              | 326,001–497                                 | MÁV                                         | C n2                                        | 1882–1897                                   | Wöhlert/Berlin, Budapest, Wr. Neustadt, Krauss/Linz, StEG, Floridsdorf |                                                        |
| 1001                                        | II 1037                                     | 238,001–058                                 | EMGV II 22                                  | 1B n2                                       | 1885                                        | Wr. Neustadt                                                           |                                                        |
| 1002–1004                                   | IIp 1261–1263                               | 241,001–003                                 | EMGV 27–29                                  | 1B n2                                       | 1886                                        | Budapest                                                               |                                                        |
| 1005–1014                                   | III 2113–2122                               | 335,113–122                                 | EMGV III 1–7, 10–12                         | C n2                                        | 1871–1872                                   | Sigl/Wr. Neustadt                                                      |                                                        |
| 1015–1032                                   | IIIk 3031–3048                              | 341,001–018                                 | BPV 1–18                                    | C n2                                        | 1882–1883                                   | Wöhlert/Berlin, Floridsdorf                                            |                                                        |
| 1033–1036                                   | XIIa 6551–6554                              |                                             | BPV 19–22                                   | C n2t                                       | 1883–1886                                   | Krauss/München                                                         | davor XIIa 5551–5554                                   |
| 1041–1074                                   | XII 5181–5670                               | 377,001–487                                 | MÁV                                         | C n2t                                       | 1885–1924                                   | Budapest, Krauss/Linz, StEG, Arad                                      |                                                        |
| 1076–1078                                   | X 5155–5157                                 | 20,023–025                                  | Szatmár–Nagybánya 1–3                       | B n2t                                       | 1884                                        | Budapest                                                               |                                                        |
| 1079–1099                                   | II 1038–1058                                | 238,038–058                                 | MÉKV 1–21                                   | 1B n2                                       | 1869–1873                                   | Sigl/Wr. Neustadt                                                      |                                                        |
| 1100–1123                                   | III 2123–2146                               | 335,123–146                                 | MEKV 50–73                                  | C n2                                        | 1869–1872                                   | Sigl/Wr. Neustadt                                                      |                                                        |
| 1124–1128                                   | XII 5181–5670                               | 377,001–487                                 | MÁV                                         | C n2t                                       | 1885–1924                                   | Budapest, Krauss/Linz, StEG, Arad                                      |                                                        |
| 1201–1205                                   | IVa 4079–4083                               | 420,039–043                                 | MÁV                                         | D n2                                        | 1882–1885                                   | Wr. Neustadt, Floridsdorf                                              |                                                        |
| 1251–1253                                   | Ia 41–43                                    | 220,034–036                                 | MÁV                                         | 2B n2                                       | 1890–1905                                   | Budapest, Floridsdorf, Wr. Neustadt                                    |                                                        |

## Zweites Bezeichnungsschema 1891
Das zweite Bezeichnungsschema der MÁV von 1891 kannte Kategorien, die mit römischen Zahlen bezeichnet wurden.
Innerhalb dieser Kategorien erfolgte eine weitere Unterteilung mit Kleinbuchstaben.
Zusätzlich erhielten die Fahrzeuge Nummern, wobei jeder Kategorie eine Nummerngruppe zugeordnet wurde, deren Einerstelle mit 1 begann.
Das Schema ähnelt dem 1873 eingeführten zweiten Bezeichnungsschema der Staats-Eisenbahn-Gesellschaft (StEG), einer privaten Eisenbahngesellschaft Österreich-Ungarns, geht in seiner Flexibilität aber einen Schritt weiter.
Im Jahre 1911 wurde es dennoch zu Gunsten eines neuen Schemas mit Reihenbezeichnung und innerhalb der Reihe erfolgenden Nummerierung ersetzt.
Das zweite MÁV-Schema wurde aber auch von vielen Privatbahnen, zum Teil weit länger als bei der MÁV, angewendet.

### Regelspurlokomotiven

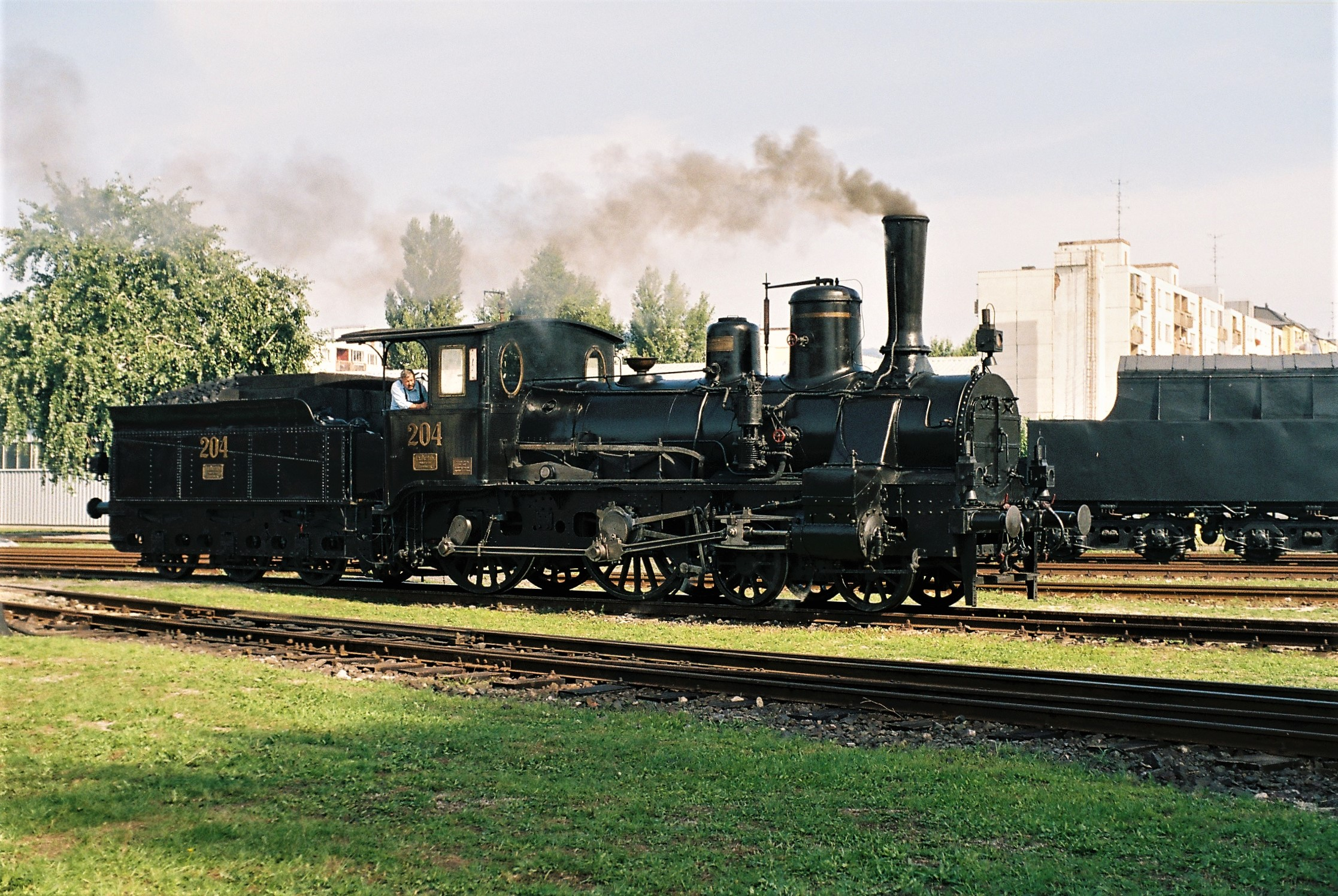
220,194 als Nummer 204 auf der Eisenbahnausstellung in Bratislava východ

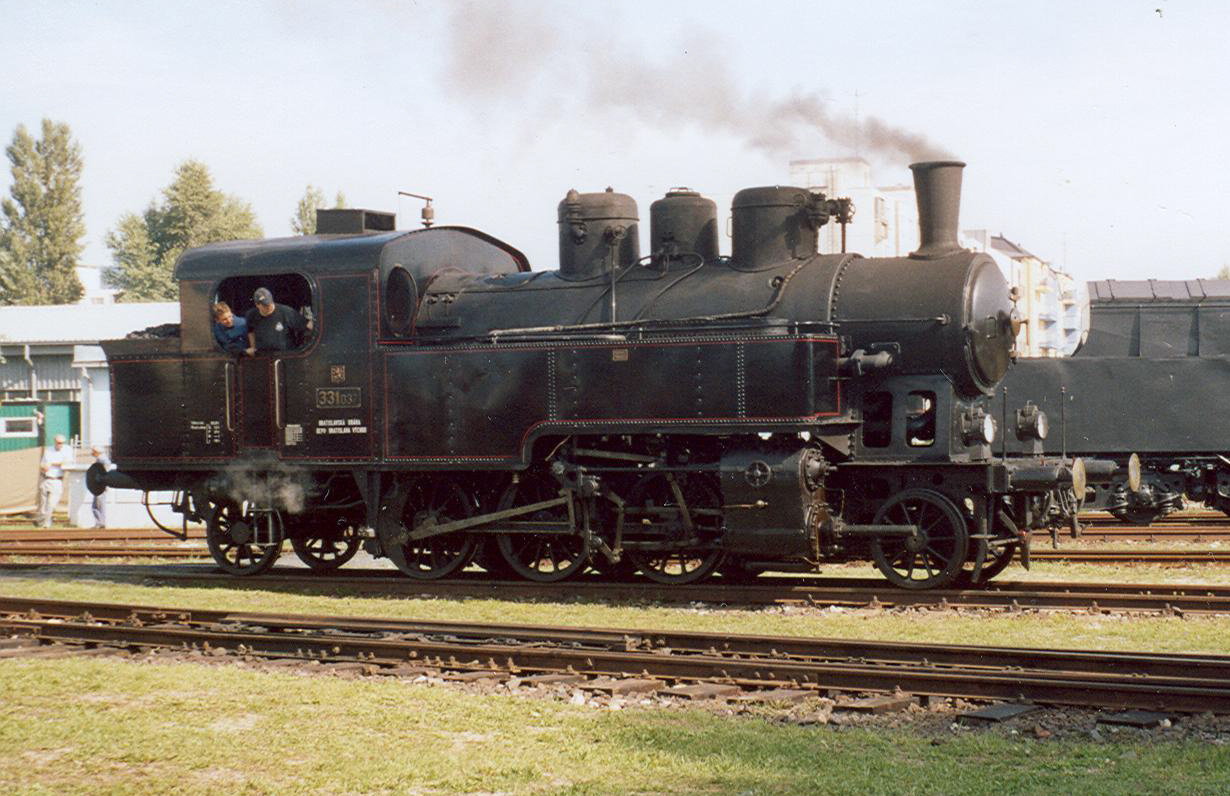
ČSD 331.037 (ehem. MÁV 375) im Museumsdepot Bratislava východ

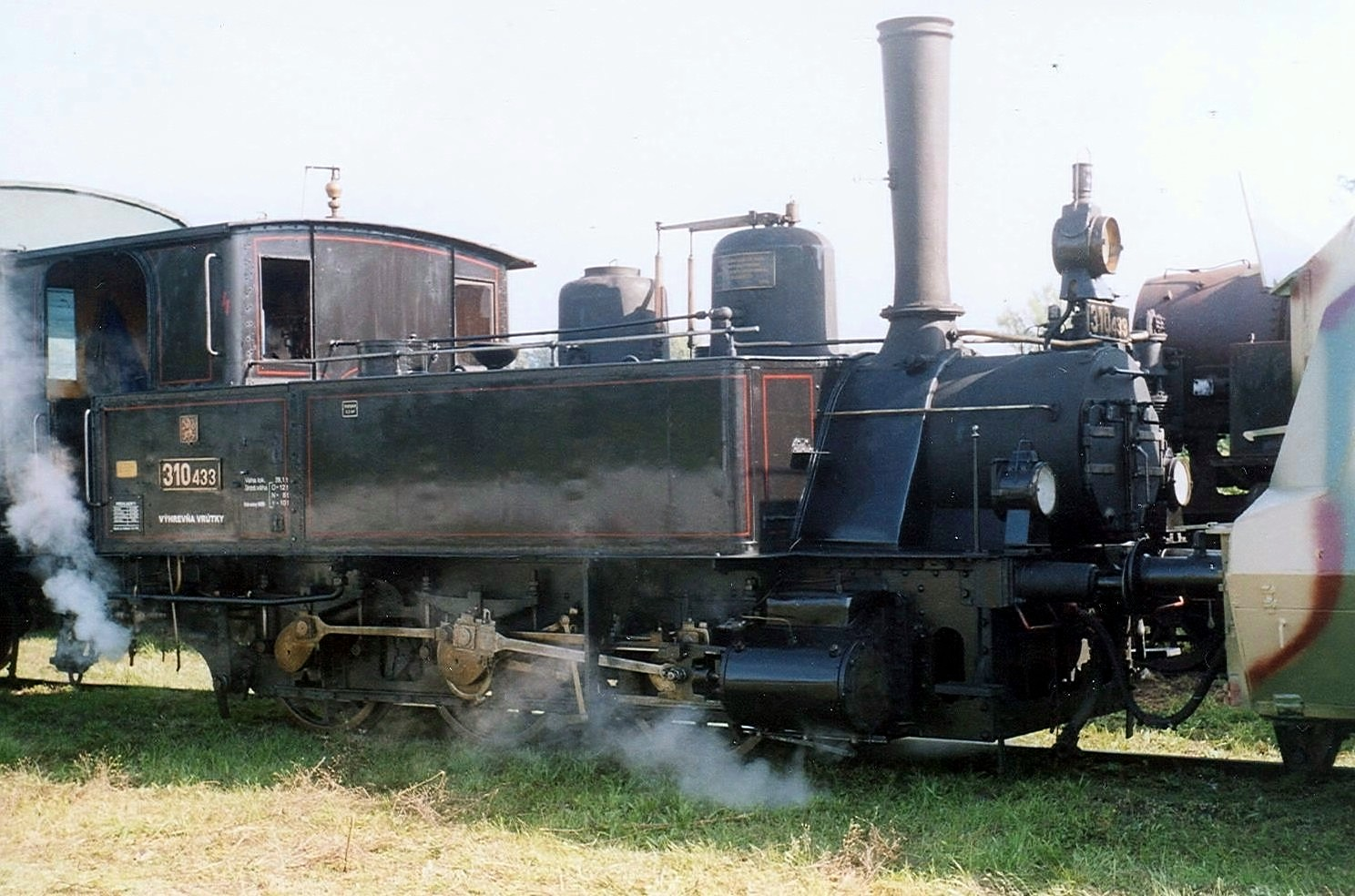
ČSD 310.433 (ehem. MÁV 377) in Bratislava východ

| Triebfahrzeuge der MÁV (Regelspur) / Zweites Schema 1891                      | Triebfahrzeuge der MÁV (Regelspur) / Zweites Schema 1891                                          | Triebfahrzeuge der MÁV (Regelspur) / Zweites Schema 1891 | Triebfahrzeuge der MÁV (Regelspur) / Zweites Schema 1891                                                                          | Triebfahrzeuge der MÁV (Regelspur) / Zweites Schema 1891 | Triebfahrzeuge der MÁV (Regelspur) / Zweites Schema 1891    | Triebfahrzeuge der MÁV (Regelspur) / Zweites Schema 1891                                                                                           | Triebfahrzeuge der MÁV (Regelspur) / Zweites Schema 1891      |
| 1. Schema-Nr.                                                                 | 2. Schema                                                                                         | 3. Schema                                                | Herkunft | Bauart                                                   | Baujahr(e)                                                  | Hersteller | Bemerkungen                                                   |
| ----------------------------------------------------------------------------- | ------------------------------------------------------------------------------------------------- | -------------------------------------------------------- | --- | -------------------------------------------------------- | ----------------------------------------------------------- | --- | ------------------------------------------------------------- |
| 159–164                                                                       | I 1–6                                                                                             | 259,001–006                                              | | 2B n2                                                    | 1874                                                        | StEG |                                                               |
| 183–188, 708–717 723–732, 739–742, 1251–1253                                  | Ia 11–26 Ia 27–211                                                                                | 220,001–197, 201–204                                     | | 2B n2                                                    | 1881 1890–1905                                              | Wr. Neustadt Budapest, Floridsdorf, Wr. Neustadt                                                                                                   | 11–16 mit Kamper-Drehgestell                                  |
| 301–305                                                                       | Ib 301–305                                                                                        |                                                          | TVV 15–17, 19, 24 | 1B n2                                                    | 1880                                                        | Budapest | Umbau aus Ic                                                  |
| 306–307, 309–312, 315                                                         | Ic 306–312                                                                                        |                                                          | TVV 18, 20, 22–23, 25–26, 29 | 1B n2                                                    | 1857–1858                                                   | StEG |                                                               |
| 195–200, 205–210, 701–707, 718–722 743–750                                    | Id 321–344 Id 345–352                                                                             | 221,001–032                                              | MÁV MÉKV 1"–8" | 2B n2                                                    | 1883–1888 1887                                              | Budapest |                                                               |
| 733–736                                                                       | Ie 401–493                                                                                        | 222,001–093                                              | | 2B n4v                                                   | 1890–1904                                                   | Budapest, Floridsdorf, Wr. Neustadt, StEG |                                                               |
| 737–738                                                                       | If 501–502                                                                                        | 222,094–095                                              | | 2B n2                                                    | 1891                                                        | Budapest |                                                               |
|                                                                               | Ig 601–632                                                                                        | 223,001–032                                              | StEG 65–122 | 1B1 n2                                                   | 1882–1891                                                   | StEG |                                                               |
|                                                                               | Ih 641–649                                                                                        | 320,001–009                                              | | 2C n2                                                    | 1892–1896                                                   | Budapest |                                                               |
|                                                                               | Ik 661–678                                                                                        | 321,001–018                                              | | 2C n2v                                                   | 1897–1899                                                   | Budapest |                                                               |
|                                                                               | Il 701                                                                                            | 201,001                                                  | | 2B1 n2v                                                  | 1901                                                        | Budapest |                                                               |
|                                                                               | Im 801                                                                                            | 202,001                                                  | | 2B1 n2                                                   | 1901                                                        | Budapest |                                                               |
|                                                                               | In 802–825                                                                                        | 203,001–024                                              | | 2B1 n4v                                                  | 1906–1908                                                   | Budapest |                                                               |
| 27, 32–34, 88, 92, 105–107 171–173 211–227 228–230 850–859 1001 1079–1099     | II 1001–1009 II 1010–1012 II 1013–1023 II 1024–1026 II 1027–1036 II 1037 II 1038–1058             | 238,001–058                                              | MÁV 27…107 VVV 1–3 MKV 11–27 EEV 36–38 MNyV 1–3, 7, 9–14 EMGV II 22 MÉKV 1–21                                                     | 1B n2                                                    | 1869–1870 1876–1877 1870–1873 1872 1870–1872 1885 1869–1873 | Sigl/Wr. Neustadt | MÁV 215–217, 219–220, 222 → MNyV 9–14 4–6, 8 → kkStB 19.04–07 |
| 3–8                                                                           | IIa 1101–1106                                                                                     | 236,001–005                                              | MÉV 3–8 | 1B n2                                                    | 1865–1867                                                   | Sigl/Wr. Neustadt, Sigl/Wien |                                                               |
| 89–91, 97–98, 129                                                             | IIb 1111–1116                                                                                     | 240,001–006                                              | | 1B n2                                                    | 1872–1874                                                   | Wr. Neustadt |                                                               |
| 316–325                                                                       | IIc 1121–1130                                                                                     |                                                          | TVV 45–54 | 1B n2                                                    | 1859                                                        | StEG |                                                               |
| 326–345                                                                       | IId 1131–1150                                                                                     | 239,001–017                                              | TVV 73"–77", 78–92 | 1B n2                                                    | 1870–1872                                                   | Karlsruhe |                                                               |
| 346–349                                                                       | IIe 1151–1154                                                                                     | 254,001–003                                              | TVV 11, 14, 33–34 | 1B n2                                                    | 1857–1858                                                   | StEG |                                                               |
| 350–380                                                                       | IIf 1155–1156, 1161–1189                                                                          | 253,001–004 254,004–005                                  | TVV 5–10, 12–13, 30–32, 35–44, 55–64                                                                                              | 1B n2                                                    | 1857–1859                                                   | StEG |                                                               |
| 381–388                                                                       | IIg 1191–1198                                                                                     | 255,001–002                                              | TVV 65–72 | 1B n2                                                    | 1859                                                        | Günther |                                                               |
| 231–240                                                                       | IIh 1201–1210                                                                                     | 257,001–008                                              | EEV 1–10 | 1B n2                                                    | 1868                                                        | Maffei/München |                                                               |
| 290–294                                                                       | IIk 1211–1215                                                                                     | 256,001–005                                              | EEV 11–15 | 1B n2                                                    | 1860                                                        | Günther |                                                               |
| 295–300                                                                       | IIl 1216–1221                                                                                     | 258,001–005                                              | EEV 16–21 | 1B n2                                                    | 1868                                                        | Sigl/Wr. Neustadt |                                                               |
| 801–838                                                                       | IIm 1222–1259                                                                                     | 237,001–036                                              | AFV 1–38 | 1B n2                                                    | 1869–1871                                                   | Maffei, Krauss/München, Wr. Neustadt |                                                               |
| 1002–1004                                                                     | IIp 1261–1263                                                                                     | 241,001–003                                              | EMGV 27–29 | 1B n2                                                    | 1886                                                        | Budapest |                                                               |
|                                                                               | IIq 1271–1277                                                                                     |                                                          | StEG IIIf 219–233, 207 | 2B n2                                                    | 1847, 1850, 1868                                            | Maffei/München, WGB, Werkstätte Prag der StEG |                                                               |
|                                                                               | IIr 1281–1285                                                                                     |                                                          | StEG IIIe 19–29 | 1B n2                                                    | 1851, 1854                                                  | Wr. Neustadt, WGB |                                                               |
|                                                                               | IIs 1286–1300                                                                                     | 252,001–004                                              | StEG IVr 257–285 | 1B n2                                                    | 1852–1854                                                   | Wr. Neustadt |                                                               |
|                                                                               | TII 1301–1337                                                                                     | 250,001–031                                              | StEG IV 178–185, 220–230, 248–269                                                                                                 | B3 n2st                                                  | 1865–1872                                                   | StEG |                                                               |
|                                                                               | TIIa 1341–1348                                                                                    | 268,001–002                                              | StEG IVg' 170–177 | B3 n2st                                                  | 1863                                                        | StEG |                                                               |
|                                                                               | TIIb 1351–1361                                                                                    | 269,001–003                                              | StEG IVg 32–44 | B3 n2st                                                  | 1856                                                        | StEG |                                                               |
| 17…170 215"–217", 219"–220", 222" 241–269 860–876 1005–1014 1100–1123 393–398 | III 2001–2060 III 2061–2066 III 2067–2095 III 2096–2112 III 2113–2122 III 2123–2146 III 2147–2152 | 335,001–152                                              | MÁV 17…170 MNyV 22, 26, 28, 36, 38–39 MKV 41–69 MNyV 21, 23–25, 27, 29–35, 37, 40–42, 46 EMGV III 1–7, 10–12 MEKV 50–73 ArTV I–VI | C n2                                                     | 1869–1878 1871–1872 1870 1871–1873 1871–1872 1869–1872 1870 | Sigl/Wr. Neustadt, Budapest Sigl/Wr. Neustadt Sigl/Wien, Sigl/Wr. Neustadt Sigl/Wr. Neustadt Sigl/Wr. Neustadt Sigl/Wr. Neustadt Sigl/Wr. Neustadt | Details über 1. Schema s. o.                                  |
| 145–158                                                                       | IIIa 2201–2214                                                                                    | 338,001–014                                              | | C n2                                                     | 1874                                                        | StEG |                                                               |
| 1–2, 9–16                                                                     | IIIb 2221–2230                                                                                    | 355,001–010                                              | MÉV 1–2, 9–16 | C n2                                                     | 1865–1869                                                   | Wr. Neustadt |                                                               |
| 174–181                                                                       | IIIc 2231–2238                                                                                    | 359,001–008                                              | VVV 10–17 | C n2                                                     | 1873                                                        | Wr. Neustadt |                                                               |
| 391–392                                                                       | IIId 2241–2242                                                                                    | 314,001–002                                              | TVV 93–94 | C n2                                                     | 1879                                                        | Budapest |                                                               |
| 401–500, 601–700, 901–959                                                     | IIIe 2251–2747                                                                                    | 326,001–497                                              | | C n2                                                     | 1882–1897                                                   | Wöhlert/Berlin, Budapest, Wr. Neustadt, Krauss/Linz, StEG, Floridsdorf                                                                             |                                                               |
| 284–289                                                                       | IIIf 3001–3006                                                                                    | 337,001–006                                              | EEV 39–44 | C n2                                                     | 1872–1873                                                   | Floridsdorf |                                                               |
| 270–277                                                                       | IIIg 3011–3018                                                                                    | 336,001–008                                              | EEV 28–35 | C n2                                                     | 1872                                                        | Sigl/Wien, Wr. Neustadt |                                                               |
| 278–283                                                                       | IIIh 3021–3026                                                                                    | 357,001–006                                              | EEV 22–27 | C n2                                                     | 1870                                                        | Maffei/München |                                                               |
| 1015–1032                                                                     | IIIk 3031–3048                                                                                    | 341,001–018                                              | BPV 1–18 | C n2                                                     | 1882–1883                                                   | Wöhlert/Berlin, Floridsdorf |                                                               |
|                                                                               | IIIl 3051–3060                                                                                    | 339,001–010                                              | StEG IVf{\displaystyle ^{n}} 551–560                                                                                              | C n2                                                     | 1890–1891                                                   | StEG |                                                               |
|                                                                               | IIIm 3061–3088                                                                                    | 358,001–028                                              | StEG IVs 809–817, 831–849 | C n2                                                     | 1871–1873                                                   | StEG |                                                               |
|                                                                               | IIIn 3089                                                                                         |                                                          | StEG IVf{\displaystyle ^{c}} 581                                                                                                  | C n3v                                                    | 1892                                                        | StEG |                                                               |
|                                                                               | IIIp 3091–3132                                                                                    | 340,001–042                                              | StEG IVf 1001–1010, 1021–1030, 1032–1053                                                                                          | C n2                                                     | 1877–1883                                                   | StEG |                                                               |
|                                                                               | IIIq 3141–3387                                                                                    | 325,001–247                                              | | C n2v                                                    | 1893–1907                                                   | Budapest | teilweise mit Brotankessel                                    |
|                                                                               | IIIr 3581–3589                                                                                    | 356,001–005                                              | PBV 1–9 | C n2                                                     | 1868                                                        | StEG | davor IIIr 3181–3189                                          |
|                                                                               | IIIs 3601–3640                                                                                    | 322,001–040                                              | | 1C1 n4v                                                  | 1908–1909                                                   | Budapest |                                                               |
|                                                                               | IIIt 3751–3815                                                                                    | 323,001–065                                              | | 1C1 n2v                                                  | 1907–1910                                                   | Floridsdorf, Wr. Neustadt, StEG, BMMF |                                                               |
|                                                                               | IIIu 3831–3955                                                                                    | 324,001–125                                              | | 1C1 n2v                                                  | 1909–1913                                                   | Budapest |                                                               |
|                                                                               | TIII 3959–3960                                                                                    | 368,001–002                                              | StEG IVh 710–727 | C2 n2st                                                  | 1856                                                        | Maffei/München | davor TIIIb 3191–3200, TIIIb 3891–3900                        |
|                                                                               | TIIIa 3961–3976                                                                                   | 369,001–016                                              | StEG IId 621–625, 632–635, 644–649, 651                                                                                           | C n2t                                                    | 1876–1886                                                   | StEG | davor TIIIa 3201–3216, TIIIa 3901–3916                        |
|                                                                               | TIIIb 3977–3998                                                                                   | 350,001–021                                              | StEG IVm 860, 866–867, 869–873, 877–880, 890–893, 897, 913–917                                                                    | C n2t                                                    | 1881–1890                                                   | StEG | davor TIIIb 3221–3242, TIIIb 3921–3942                        |
| 41–48, 70–72, 76–87, 120–125 126–128                                          | IV 4001–4029 IV 4030–4032                                                                         | 441,001–029 441,030–032                                  | MÁV EMGV IV 21, 8, 9 | D n2                                                     | 1870–1874                                                   | Sigl/Wien, Wr. Neustadt |                                                               |
| 501–538, 1201–1205                                                            | IVa 4041–4083                                                                                     | 420,001–043                                              | | D n2                                                     | 1882–1885                                                   | Wr. Neustadt, Floridsdorf |                                                               |
|                                                                               | IVb 4201–4252                                                                                     | 459,001–052                                              | StEG V 1112–1149, 1209–1223, 1237–1246                                                                                            | D n2                                                     | 1867–1871                                                   | StEG, Karlsruhe |                                                               |
|                                                                               | TIV 4261–4269                                                                                     | 450,001–009                                              | StEG Vd 1302–1303, 1307–1313 | D n2t                                                    | 1880–1891                                                   | StEG, Budapest |                                                               |
|                                                                               | TIVa 4270                                                                                         |                                                          | StEG VI 501–504 | CB n2st                                                  | 1862–1867                                                   | StEG |                                                               |
|                                                                               | TIVb 4281–4284                                                                                    | 41,001–004                                               | | D2 n4zzt                                                 | 1896–1900                                                   | Floridsdorf |                                                               |
|                                                                               | TIVc 4291–4297                                                                                    | 40,001–007                                               | | 1D1 n4zzt                                                | 1908–1909                                                   | Floridsdorf |                                                               |
|                                                                               | IVc 4301–4335                                                                                     | 421,001–035                                              | | D n2                                                     | 1894–1896                                                   | Budapest |                                                               |
|                                                                               | IVd 4401–4430                                                                                     | 422,001–030                                              | | BB n4v                                                   | 1898–1902                                                   | Budapest |                                                               |
|                                                                               | IVe 4451–4465                                                                                     | 401,001–015                                              | | 1BB n4v                                                  | 1905–1908                                                   | Budapest |                                                               |
|                                                                               | VIm 4501–4530                                                                                     | 651,001–030                                              | | CC n4v                                                   | 1909–1914                                                   | Budapest |                                                               |
| 35…144 201–204 539–550 841–849                                                | V 5001–5021 V 5022–5025 V 5026–5037 V 5038–5046 V 5047–5050                                       | 374,001–050                                              | MÁV 35…144 MKV 101–104 DDV 1–12 MÉKV 200–208 TVHEV 51–54                                                                          | C n2                                                     | 1870–1874 1873 1871–1872 1871–1876 1898                     | Sigl/Wien, Mödling Sigl/Wien Sigl/Wien Sigl/Wien, Budapest Arad                                                                                    | Details über 1. Schema s. o.                                  |
| 136–141                                                                       | VI 5081–5086                                                                                      | 373,001–006                                              | | C n2                                                     | 1874                                                        | Mödling |                                                               |
| 898–900                                                                       | VII 5091–5093                                                                                     |                                                          | BHHÉV | B n2tr                                                   | 1891                                                        | Budapest |                                                               |
|                                                                               | VII 5091"–5093"                                                                                   | 284,001–002                                              | | B n2tr                                                   |                                                             | |                                                               |
|                                                                               | VIIa 5101–5102                                                                                    |                                                          | BHHÉV | B n2tr                                                   | 1893–1895                                                   | Floridsdorf |                                                               |
| 182, 569–573                                                                  | VIII 5121–5126                                                                                    | 150,001–006                                              | | A1 n2t                                                   | 1880–1884                                                   | Floridsdorf |                                                               |
| 389–390                                                                       | IX 5131–5132                                                                                      | 274,001–002                                              | TVV 1–2 | B n2                                                     | 1879                                                        | StEG |                                                               |
| 189–192, 551–568, 1076–1078                                                   | X 5133–5157                                                                                       | 20,001–025                                               | | B n2vt                                                   | 1881–1884                                                   | Budapest | Umbau aus B n2t                                               |
| 193–194                                                                       | XI 5171–5172                                                                                      | 283,001–002                                              | | B n2t                                                    | 1881                                                        | Floridsdorf |                                                               |
| 574–599, 751–790, 890–893, 1041–1074, 1124–1128                               | XII 5181–5670                                                                                     | 377,001–487                                              | | C n2t                                                    | 1885–1924                                                   | Budapest, Krauss/Linz, StEG, Arad |                                                               |
|                                                                               | XIIIa 5671–5672                                                                                   |                                                          | StEG IIIa 619"–620" | 1B n2t                                                   | 1880                                                        | Fox, Walker & Co |                                                               |
| 1033–1036                                                                     | XIIa 6551–6554                                                                                    |                                                          | BPV 19–22 | C n2t                                                    | 1883–1886                                                   | Krauss/München | davor XIIa 5551–5554; 2 Stück verkauft an KsOd (KsOd XIIa)    |
| 894–895                                                                       | XIIb 6562                                                                                         |                                                          | | C n2t                                                    | 1884                                                        | Maschinenfabrik Christian Hagans | davor XIIb 5561–5562                                          |
| 896–897                                                                       | XIIc 6571–6572                                                                                    |                                                          | | C n2t                                                    | 1865                                                        | StEG | davor XIIc 5571–5572                                          |
|                                                                               | XIId 6581–6597                                                                                    | 382,001–017                                              | StEG IVc" 474–482, 486–493 | C n2t                                                    | 1883–1891                                                   | StEG | davor XIId 5581–5597                                          |
|                                                                               | XIIe 6601–6605                                                                                    |                                                          | StEG IVa 601–605 | C n2t                                                    | 1870–1873                                                   | StEG | davor XIIe 5601–5605                                          |
|                                                                               | XIIf 6611–6612                                                                                    |                                                          | StEG IVb 606–607 | C n2t                                                    | 1871–1872                                                   | StEG | davor XIIf 5611–5612                                          |
|                                                                               | XIIg 6621–6628                                                                                    | 380,001–008                                              | StEG IVc 610–617 | C n2t                                                    | 1880–1881                                                   | StEG | davor XIIg 5621–5628                                          |
|                                                                               | XIIh 6631–6633                                                                                    | 381,001–003                                              | NkNb 1–3 | C n2t                                                    | 1883                                                        | Krauss/München | davor XIIh 5631–5633                                          |
|                                                                               | XIIk 6641–6644                                                                                    | 383,001–004                                              | NkNb 4–7 | C n2t                                                    | 1891–1892                                                   | StEG | davor XIIk 5641–5644                                          |
|                                                                               | XIII 6651–6662                                                                                    | 384,001–012                                              | | C n2vt                                                   | 1884                                                        | Krauss/München | Umbau aus 1B n2t XIII; davor XIII 5651–5662                   |
| 877–888                                                                       | XIII 5651–5662                                                                                    |                                                          | MNyV 61–72 | 1B n2t                                                   | 1884                                                        | Krauss/München | um 1891 in C n2vt XIII umgebaut                               |
|                                                                               | XIV 6681–6685                                                                                     | 476,001–005                                              | StEG Vc 1372–1376 | D n2t                                                    | 1888                                                        | StEG | davor 5681–5685                                               |
|                                                                               | XIVa 6801–6840                                                                                    | 475,001–040                                              | | D n2t                                                    | 1896–1901                                                   | Budapest | davor 5801–5806                                               |
|                                                                               | Va 7101–7239                                                                                      | 370,001–139                                              | | C n2v                                                    | 1898–1908                                                   | Budapest | davor 5051–5052 oder 5051–5059 je nach Quellen                |
|                                                                               | TV 7301–7453                                                                                      | 375,001–422                                              | | 1C1 n2vt 1C1 h2t                                         | 1907–1958                                                   | Budapest |                                                               |
|                                                                               | TVa 7701–7780                                                                                     | 376,001–003, 101–305 376,401–591, 601–649                | | 1C1 n2vt 1C1 h2t                                         | 1910–1922                                                   | Budapest |                                                               |
|                                                                               | MII 10101–10102                                                                                   | 12,001–002                                               | | AA h2t                                                   | 1907                                                        | Budapest |                                                               |
|                                                                               | MI 10001–10002                                                                                    | 10,001–002                                               | | A1 n2vt                                                  | 1908                                                        | MÁV Északi Főműhely |                                                               |
|                                                                               | MIa 10021–10043                                                                                   | 11,001–031 (ab 1956: 175,002, 009, 012, 014)             | | 1A n2vt (1A h2t)                                         | 1910, 1913                                                  | Budapest |                                                               |

### Schmalspurlokomotiven
| Triebfahrzeuge der MÁV (Schmalspur) / Zweites Schema 1891 | Triebfahrzeuge der MÁV (Schmalspur) / Zweites Schema 1891 | Triebfahrzeuge der MÁV (Schmalspur) / Zweites Schema 1891 | Triebfahrzeuge der MÁV (Schmalspur) / Zweites Schema 1891 | Triebfahrzeuge der MÁV (Schmalspur) / Zweites Schema 1891 | Triebfahrzeuge der MÁV (Schmalspur) / Zweites Schema 1891 | Triebfahrzeuge der MÁV (Schmalspur) / Zweites Schema 1891 | Triebfahrzeuge der MÁV (Schmalspur) / Zweites Schema 1891 | Triebfahrzeuge der MÁV (Schmalspur) / Zweites Schema 1891 |
| 1. Schema-Nr.                                             | 2. Schema                                                 | 3. Schema                                                 | Herkunft                                                  | Bauart                                                    | Baujahr(e)                                                | Hersteller                                                | Spurweite                                                 | Bemerkungen                                               |
| --------------------------------------------------------- | --------------------------------------------------------- | --------------------------------------------------------- | --------------------------------------------------------- | --------------------------------------------------------- | --------------------------------------------------------- | --------------------------------------------------------- | --------------------------------------------------------- | --------------------------------------------------------- |
|                                                           | XX 6901–6904                                              | 387,001–004                                               | SKV 1–3                                                   | C n2                                                      | 1872, 1897                                                | Sigl/Wien, Budapest                                       | 1000 mm                                                   | davor XX 5901–5903, später ČSD U 35.1                     |
| 839–840                                                   | XXI 6911–6912                                             | 389,001–002                                               | TVV                                                       | C n2t                                                     | 1885                                                      | Wr. Neustadt                                              | 750 mm                                                    | Umbau auf C n2; davor XXI 5911–5912                       |
|                                                           | XXIa 6941–6945                                            | 395,001–005                                               |                                                           | C1 n2t                                                    | 1895, 1897                                                | StEG, Arad                                                | 760 mm                                                    | davor XXIa 5941–5944                                      |
|                                                           | XXIb 6961–6966                                            | 289,001–006                                               |                                                           | B n2                                                      | 1898                                                      | Arad                                                      | 760 mm                                                    |                                                           |
|                                                           | XXIc 6967–6972                                            | 490,001–006                                               |                                                           | D n2t                                                     | 1906–1910                                                 | Budapest                                                  | 760 mm                                                    | Werktype 70                                               |
|                                                           | XXId 6977–6978                                            | 491,001–002                                               |                                                           | D n2t                                                     | 1908                                                      | Orenstein & Koppel                                        | 760 mm                                                    |                                                           |
|                                                           | XXIe 6979–6986                                            | 492,001–008                                               |                                                           | D n2t                                                     | 1908–1909                                                 | Budapest                                                  | 760 mm                                                    | Werktype 85                                               |

## Drittes  Bezeichnungsschema 1911
Ab 1911 erhielten die Lokomotiven zwei Nummerngruppen, bei denen die erste für die Baureihe und die zweite für die fortlaufende Ordnungsnummer stand. Dabei gab die erste Ziffer der dreistelligen Reihenbezeichnung die Anzahl der angetriebenen Radsätze an, die zweite und dritte Ziffer die nach einer Kategorisierung aufgeschlüsselte zulässige Radsatzlast.
Verbrennungsmotorlokomotiven erhielten vor der zweistelligen Reihennummer ein „M“ (motoros – -motorig), Elektrolokomotiven ein „V“ (villamos – elektrisch). Die erste Ziffer stand ebenfalls für die Anzahl der angetriebenen Radsätze, die zweite besaß keine besondere Bedeutung. Unterbauarten innerhalb einer Baureihe wurden durch Hunderter- oder Tausendergruppen bei den Ordnungsnummern differenziert. Triebwagen wurden wie Reisezugwagen kategorisiert, mit fortlaufender Ordnungsnummer bei einer Reihe.
Bis in die 1970er Jahre wurde die an den Triebfahrzeugen angeschriebene Reihen- und Ordnungsnummer durch ein Komma getrennt, seitdem durch ein Leerzeichen.

### Dampflokomotiven

#### Regelspurlokomotiven
| Triebfahrzeuge der MÁV (Dampflokomotiven Regelspur) / Drittes Schema 1911     | Triebfahrzeuge der MÁV (Dampflokomotiven Regelspur) / Drittes Schema 1911                         | Triebfahrzeuge der MÁV (Dampflokomotiven Regelspur) / Drittes Schema 1911 | Triebfahrzeuge der MÁV (Dampflokomotiven Regelspur) / Drittes Schema 1911                                                         | Triebfahrzeuge der MÁV (Dampflokomotiven Regelspur) / Drittes Schema 1911 | Triebfahrzeuge der MÁV (Dampflokomotiven Regelspur) / Drittes Schema 1911 | Triebfahrzeuge der MÁV (Dampflokomotiven Regelspur) / Drittes Schema 1911                                                                          | Triebfahrzeuge der MÁV (Dampflokomotiven Regelspur) / Drittes Schema 1911 |
| 1. Schema-Nr.                                                                 | 2. Schema                                                                                         | 3. Schema                                                                 | Herkunft | Bauart                                                                    | Baujahr(e)                                                                | Hersteller | Bemerkungen                                                               |
| ----------------------------------------------------------------------------- | ------------------------------------------------------------------------------------------------- | ------------------------------------------------------------------------- | --- | ------------------------------------------------------------------------- | ------------------------------------------------------------------------- | --- | ------------------------------------------------------------------------- |
| 189–192, 551–568, 1076–1078                                                   | X 5133–5157                                                                                       | 20,001–025                                                                | | B n2vt                                                                    | 1881–1884                                                                 | Budapest | Umbau aus B n2t                                                           |
|                                                                               | TIVc 4291–4297                                                                                    | 40,001–007                                                                | | 1D1 n4zzt                                                                 | 1908–1909                                                                 | Floridsdorf |                                                                           |
|                                                                               | TIVb 4281–4284                                                                                    | 41,001–004                                                                | | D2 n4zzt                                                                  | 1896–1900                                                                 | Floridsdorf |                                                                           |
| 182, 569–573                                                                  | VIII 5121–5126                                                                                    | 150,001–006                                                               | | A1 n2t                                                                    | 1880–1884                                                                 | Floridsdorf |                                                                           |
|                                                                               | Il 701                                                                                            | 201,001                                                                   | | 2B1 n2v                                                                   | 1901                                                                      | Budapest |                                                                           |
|                                                                               | Im 801                                                                                            | 202,001                                                                   | | 2B1 n2                                                                    | 1901                                                                      | Budapest |                                                                           |
|                                                                               | In 802–825                                                                                        | 203,001–024                                                               | | 2B1 n4v                                                                   | 1906–1908                                                                 | Budapest |                                                                           |
| 183–188, 708–717 723–732, 739–742, 1251–1253                                  | Ia 11–26 Ia 27–211                                                                                | 220,001–197, 201–204                                                      | | 2B n2                                                                     | 1881 1890–1905                                                            | Wr. Neustadt Budapest, Floridsdorf, Wr. Neustadt                                                                                                   | 11–16 mit Kamper-Drehgestell                                              |
| 195–200, 205–210, 701–707, 718–722 743–750                                    | Id 321–344 Id 345–352                                                                             | 221,001–032                                                               | MÁV MÉKV 1"–8" | 2B n2                                                                     | 1883–1888 1887                                                            | Budapest |                                                                           |
| 733–736                                                                       | Ie 401–493                                                                                        | 222,001–093                                                               | | 2B n4v                                                                    | 1890–1904                                                                 | Budapest, Floridsdorf, Wr. Neustadt, StEG |                                                                           |
| 737–738                                                                       | If 501–502                                                                                        | 222,094–095                                                               | | 2B n2                                                                     | 1891                                                                      | Budapest |                                                                           |
|                                                                               | Ig 601–632                                                                                        | 223,001–032                                                               | StEG 65–122 | 1B1 n2                                                                    | 1882–1891                                                                 | StEG |                                                                           |
|                                                                               |                                                                                                   | 224,301–309                                                               | SB 106 | 2B n2v                                                                    | 1898–1903                                                                 | StEG, Budapest | baugleich kkStB 106                                                       |
|                                                                               |                                                                                                   | 225,301–304                                                               | SB 206 | 2B n2v                                                                    | 1904–1906                                                                 | Budapest | baugleich kkStB 206                                                       |
|                                                                               |                                                                                                   | 225,901–902                                                               | SB 306 | 2B h2v                                                                    | 1910                                                                      | Budapest | baugleich kkStB 306                                                       |
|                                                                               |                                                                                                   | 226,001–021                                                               | SB 17a,b,c,d | 2B n2                                                                     |                                                                           | |                                                                           |
|                                                                               |                                                                                                   | 227,001–002                                                               | ČSD 264.2 | 2B n2                                                                     | 1900                                                                      | StEG |                                                                           |
| 3–8                                                                           | IIa 1101–1106                                                                                     | 236,001–005                                                               | MÉV 3–8 | 1B n2                                                                     | 1865–1867                                                                 | Sigl/Wr. Neustadt, Sigl/Wien |                                                                           |
| 801–838                                                                       | IIm 1222–1259                                                                                     | 237,001–036                                                               | AFV 1–38 | 1B n2                                                                     | 1869–1871                                                                 | Maffei, Krauss/München, Wr. Neustadt |                                                                           |
| 27, 32–34, 88, 92, 105–107 171–173 211–227 228–230 850–859 1001 1079–1099     | II 1001–1009 II 1010–1012 II 1013–1023 II 1024–1026 II 1027–1036 II 1037 II 1038–1058             | 238,001–058                                                               | MÁV 27…107 VVV 1–3 MKV 11–27 EEV 36–38 MNyV 1–3, 7, 9–14 EMGV II 22 MÉKV 1–21                                                     | 1B n2                                                                     | 1869–1870 1876–1877 1870–1873 1872 1870–1872 1885 1869–1873               | Sigl/Wr. Neustadt | MÁV 215–217, 219–220, 222 → MNyV 9–14 4–6, 8 → kkStB 19.04–07             |
| 326–345                                                                       | IId 1131–1150                                                                                     | 239,001–017                                                               | TVV 73"–77", 78–92 | 1B n2                                                                     | 1870–1872                                                                 | Karlsruhe |                                                                           |
| 89–91, 97–98, 129                                                             | IIb 1111–1116                                                                                     | 240,001–006                                                               | | 1B n2                                                                     | 1872–1874                                                                 | Wr. Neustadt |                                                                           |
| 1002–1004                                                                     | IIp 1261–1263                                                                                     | 241,001–003                                                               | EMGV 27–29 | 1B n2                                                                     | 1886                                                                      | Budapest |                                                                           |
|                                                                               |                                                                                                   | 242,001–004                                                               | | 2B2 h2t                                                                   | 1936–1940                                                                 | Budapest | stromlinienverkleidet                                                     |
|                                                                               | TII 1301–1337                                                                                     | 250,001–031                                                               | StEG IV 178–185, 220–230, 248–269                                                                                                 | B3 n2st                                                                   | 1865–1872                                                                 | StEG |                                                                           |
|                                                                               | IIs 1286–1300                                                                                     | 252,001–004                                                               | StEG IVr 257–285 | 1B n2                                                                     | 1852–1854                                                                 | Wr. Neustadt |                                                                           |
| 350–380                                                                       | IIf 1155–1156, 1161–1189                                                                          | 253,001–004 254,004–005                                                   | TVV 5–10, 12–13, 30–32, 35–44, 55–64                                                                                              | 1B n2                                                                     | 1857–1859                                                                 | StEG |                                                                           |
| 346–349                                                                       | IIe 1151–1154                                                                                     | 254,001–003                                                               | TVV 11, 14, 33–34 | 1B n2                                                                     | 1857–1858                                                                 | StEG |                                                                           |
| 381–388                                                                       | IIg 1191–1198                                                                                     | 255,001–002                                                               | TVV 65–72 | 1B n2                                                                     | 1859                                                                      | Günther |                                                                           |
| 290–294                                                                       | IIk 1211–1215                                                                                     | 256,001–005                                                               | EEV 11–15 | 1B n2                                                                     | 1860                                                                      | Günther |                                                                           |
| 231–240                                                                       | IIh 1201–1210                                                                                     | 257,001–008                                                               | EEV 1–10 | 1B n2                                                                     | 1868                                                                      | Maffei/München |                                                                           |
| 295–300                                                                       | IIl 1216–1221                                                                                     | 258,001–005                                                               | EEV 16–21 | 1B n2                                                                     | 1868                                                                      | Sigl/Wr. Neustadt |                                                                           |
| 159–164                                                                       | I 1–6                                                                                             | 259,001–006                                                               | | 2B n2                                                                     | 1874                                                                      | StEG |                                                                           |
|                                                                               | TIIa 1341–1348                                                                                    | 268,001–002                                                               | StEG IVg' 170–177 | B3 n2st                                                                   | 1863                                                                      | StEG |                                                                           |
|                                                                               | TIIb 1351–1361                                                                                    | 269,001–003                                                               | StEG IVg 32–44 | B3 n2st                                                                   | 1856                                                                      | StEG |                                                                           |
|                                                                               |                                                                                                   | 273,001–003                                                               | GySEV IIs 101–103 | 1B n2                                                                     | 1891–1894                                                                 | Wr. Neustadt |                                                                           |
| 389–390                                                                       | IX 5131–5132                                                                                      | 274,001–002                                                               | TVV 1–2 | B n2                                                                      | 1879                                                                      | StEG |                                                                           |
|                                                                               |                                                                                                   | 282,001–002                                                               | SB 101 | B n2t                                                                     | 1883                                                                      | Hagans |                                                                           |
| 193–194                                                                       | XI 5171–5172                                                                                      | 283,001–002                                                               | | B n2t                                                                     | 1881                                                                      | Floridsdorf |                                                                           |
|                                                                               | VII 5091"–5093"                                                                                   | 284,001–002                                                               | | B n2tr                                                                    |                                                                           | |                                                                           |
|                                                                               |                                                                                                   | 301,001–020                                                               | | 2C1 h4                                                                    | 1911–1914                                                                 | Budapest |                                                                           |
|                                                                               |                                                                                                   | 301,501–502                                                               | | 2C1 h4v                                                                   | 1912                                                                      | Budapest |                                                                           |
|                                                                               |                                                                                                   | 302,501–504, 601–610                                                      | SB 109 | 2C h2                                                                     | 1913–1927                                                                 | Budapest, Floridsdorf |                                                                           |
|                                                                               |                                                                                                   | 303,001–002                                                               | | 2C2 h2                                                                    | 1951                                                                      | Budapest |                                                                           |
| 391–392                                                                       | IIId 2241–2242                                                                                    | 314,001–002                                                               | TVV 93–94 | C n2                                                                      | 1879                                                                      | Budapest |                                                                           |
|                                                                               | Ih 641–649                                                                                        | 320,001–009                                                               | | 2C n2                                                                     | 1892–1896                                                                 | Budapest |                                                                           |
|                                                                               | Ik 661–678                                                                                        | 321,001–018                                                               | | 2C n2v                                                                    | 1897–1899                                                                 | Budapest |                                                                           |
|                                                                               | IIIs 3601–3640                                                                                    | 322,001–040                                                               | | 1C1 n4v                                                                   | 1908–1909                                                                 | Budapest |                                                                           |
|                                                                               | IIIt 3751–3815                                                                                    | 323,001–065                                                               | | 1C1 n2v                                                                   | 1907–1910                                                                 | Floridsdorf, Wr. Neustadt, StEG, BMMF |                                                                           |
|                                                                               |                                                                                                   | 323,901–906                                                               | SB 429 | 1C1 h2                                                                    | 1911–1912                                                                 | Budapest |                                                                           |
|                                                                               |                                                                                                   | 323,908                                                                   | kkStB 429.116, Ol12-24 | 1C1 h2                                                                    | 1911                                                                      | BMMF | davor 323,907                                                             |
|                                                                               |                                                                                                   | 323,1006                                                                  | kkStB 329.83, JDŽ 107-006 | 1C1 t2v                                                                   | 1909                                                                      | BMMF |                                                                           |
|                                                                               | IIIu 3831–3955                                                                                    | 324,001–355                                                               | | 1C1 n2v                                                                   | 1909–1913                                                                 | Budapest |                                                                           |
|                                                                               |                                                                                                   | 324,401–543                                                               | | 1C1 h2                                                                    | 1914–1915                                                                 | Budapest |                                                                           |
|                                                                               |                                                                                                   | 324,544–845                                                               | | 1C1 h2                                                                    | 1915–1923                                                                 | Budapest | mit Brotankessel                                                          |
|                                                                               |                                                                                                   | 324,901–995                                                               | | 1C1 h2                                                                    | 1916–1917                                                                 | Budapest | mit Brotankessel, Speisewasservorwärmer Pecz-Rejtő                        |
|                                                                               | IIIq 3141–3387                                                                                    | 325,001–247                                                               | | C n2v                                                                     | 1893–1907                                                                 | Budapest | teilweise mit Brotankessel                                                |
| 401–500, 601–700, 901–959                                                     | IIIe 2251–2747                                                                                    | 326,001–497                                                               | | C n2                                                                      | 1882–1897                                                                 | Wöhlert/Berlin, Budapest, Wr. Neustadt, Krauss/Linz, StEG, Floridsdorf                                                                             |                                                                           |
|                                                                               |                                                                                                   | 327,001–138                                                               | | 2C h2                                                                     | 1912–1914                                                                 | Budapest |                                                                           |
|                                                                               |                                                                                                   | 327,501–502                                                               | | 2C h2v                                                                    | 1912                                                                      | Budapest |                                                                           |
|                                                                               |                                                                                                   | 330,301–321                                                               | SB 60 1122–1164 | 1C n2v                                                                    |                                                                           | |                                                                           |
|                                                                               |                                                                                                   | 330,322–344                                                               | kkStB 60, ČSD 334.1 | 1C n2v                                                                    |                                                                           | |                                                                           |
|                                                                               |                                                                                                   | 330,901                                                                   | kkStB 160.20, PKP Ti16-19 | 1C h2                                                                     |                                                                           | |                                                                           |
|                                                                               |                                                                                                   | 333,001–018                                                               | SB 32c | C n2                                                                      |                                                                           | |                                                                           |
|                                                                               |                                                                                                   | 334,001–008                                                               | NOB D 3/3 | C n2                                                                      |                                                                           | |                                                                           |
| 17…170 215"–217", 219"–220", 222" 241–269 860–876 1005–1014 1100–1123 393–398 | III 2001–2060 III 2061–2066 III 2067–2095 III 2096–2112 III 2113–2122 III 2123–2146 III 2147–2152 | 335,001–152                                                               | MÁV 17…170 MNyV 22, 26, 28, 36, 38–39 MKV 41–69 MNyV 21, 23–25, 27, 29–35, 37, 40–42, 46 EMGV III 1–7, 10–12 MEKV 50–73 ArTV I–VI | C n2                                                                      | 1869–1878 1871–1872 1870 1871–1873 1871–1872 1869–1872 1870               | Sigl/Wr. Neustadt, Budapest Sigl/Wr. Neustadt Sigl/Wien, Sigl/Wr. Neustadt Sigl/Wr. Neustadt Sigl/Wr. Neustadt Sigl/Wr. Neustadt Sigl/Wr. Neustadt | Details über 1. Schema s. o.                                              |
| 270–277                                                                       | IIIg 3011–3018                                                                                    | 336,001–008                                                               | EEV 28–35 | C n2                                                                      | 1872                                                                      | Sigl/Wien, Wr. Neustadt |                                                                           |
| 284–289                                                                       | IIIf 3001–3006                                                                                    | 337,001–006                                                               | EEV 39–44 | C n2                                                                      | 1872–1873                                                                 | Floridsdorf |                                                                           |
| 145–158                                                                       | IIIa 2201–2214                                                                                    | 338,001–014                                                               | | C n2                                                                      | 1874                                                                      | StEG |                                                                           |
|                                                                               | IIIl 3051–3060                                                                                    | 339,001–010                                                               | StEG IVf{\displaystyle ^{n}} 551–560                                                                                              | C n2                                                                      | 1890–1891                                                                 | StEG |                                                                           |
|                                                                               | IIIp 3091–3132                                                                                    | 340,001–042                                                               | StEG IVf 1001–1010, 1021–1030, 1032–1053                                                                                          | C n2                                                                      | 1877–1883                                                                 | StEG |                                                                           |
| 1015–1032                                                                     | IIIk 3031–3048                                                                                    | 341,001–018                                                               | BPV 1–18 | C n2                                                                      | 1882–1883                                                                 | Wöhlert/Berlin, Floridsdorf |                                                                           |
|                                                                               | TIIIb 3977–3998                                                                                   | 350,001–021                                                               | StEG IVm 860, 866–867, 869–873, 877–880, 890–893, 897, 913–917                                                                    | C n2t                                                                     | 1881–1890                                                                 | StEG | davor TIIIb 3221–3242, TIIIb 3921–3942                                    |
|                                                                               |                                                                                                   | 351,001–011                                                               | ÖNWB Vb,c,d,e, kkStB 151, ČSD 312.2                                                                                               | C n2                                                                      | 1871–1872                                                                 | Strousberg/Hannover, Schwartzkopff/Berlin, Floridsdorf                                                                                             |                                                                           |
| 1–2, 9–16                                                                     | IIIb 2221–2230                                                                                    | 355,001–010                                                               | MÉV 1–2, 9–16 | C n2                                                                      | 1865–1869                                                                 | Wr. Neustadt |                                                                           |
|                                                                               | IIIr 3581–3589                                                                                    | 356,001–005                                                               | PBV 1–9 | C n2                                                                      | 1868                                                                      | StEG | davor IIIr 3181–3189                                                      |
| 278–283                                                                       | IIIh 3021–3026                                                                                    | 357,001–006                                                               | EEV 22–27 | C n2                                                                      | 1870                                                                      | Maffei/München |                                                                           |
|                                                                               | IIIm 3061–3088                                                                                    | 358,001–028                                                               | StEG IVs 809–817, 831–849 | C n2                                                                      | 1871–1873                                                                 | StEG |                                                                           |
| 174–181                                                                       | IIIc 2231–2238                                                                                    | 359,001–008                                                               | VVV 10–17 | C n2                                                                      | 1873                                                                      | Wr. Neustadt |                                                                           |
|                                                                               |                                                                                                   | 361,001–003                                                               | SB 32d | C n2                                                                      |                                                                           | |                                                                           |
|                                                                               | TIII 3959–3960                                                                                    | 368,001–002                                                               | StEG IVh 710–727 | C2 n2st                                                                   | 1856                                                                      | Maffei/München | davor TIIIb 3191–3200, TIIIb 3891–3900                                    |
|                                                                               | TIIIa 3961–3976                                                                                   | 369,001–016                                                               | StEG IId 621–625, 632–635, 644–649, 651                                                                                           | C n2t                                                                     | 1876–1886                                                                 | StEG | davor TIIIa 3201–3216, TIIIa 3901–3916                                    |
|                                                                               | Va 7101–7239                                                                                      | 370,001–139                                                               | | C n2v                                                                     | 1898–1908                                                                 | Budapest | davor 5051–5052 oder 5051–5059 je nach Quellen                            |
| 136–141                                                                       | VI 5081–5086                                                                                      | 373,001–006                                                               | | C n2                                                                      | 1874                                                                      | Mödling |                                                                           |
| 35…144 201–204 539–550 841–849                                                | V 5001–5021 V 5022–5025 V 5026–5037 V 5038–5046 V 5047–5050                                       | 374,001–050                                                               | MÁV 35…144 MKV 101–104 DDV 1–12 MÉKV 200–208 TVHEV 51–54                                                                          | C n2                                                                      | 1870–1874 1873 1871–1872 1871–1876 1898                                   | Sigl/Wien, Mödling Sigl/Wien Sigl/Wien Sigl/Wien, Budapest Arad                                                                                    | Details über 1. Schema s. o.                                              |
|                                                                               | TV 7301–7453                                                                                      | 375,001–422                                                               | | 1C1 n2vt 1C1 h2t                                                          | 1907–1958                                                                 | Budapest |                                                                           |
|                                                                               | TVa 7701–7780                                                                                     | 376,001–003, 101–305 376,401–591, 601–649                                 | | 1C1 n2vt 1C1 h2t                                                          | 1910–1922                                                                 | Budapest |                                                                           |
|                                                                               |                                                                                                   | 376",1002,4,8,9                                                           | JDŽ 153-002,4,8,9 (ehem. kkStB 99)                                                                                                | 1C n2vt                                                                   | 1899–1902                                                                 | Krauss/Linz | 1941 von JDŽ, 1941 an DR                                                  |
| 574–599, 751–790, 890–893, 1041–1074, 1124–1128                               | XII 5181–5670                                                                                     | 377,001–487                                                               | | C n2t                                                                     | 1885–1924                                                                 | Budapest, Krauss/Linz, StEG, Arad |                                                                           |
|                                                                               | XIIg 6621–6628                                                                                    | 380,001–008                                                               | StEG IVc 610–617 | C n2t                                                                     | 1880–1881                                                                 | StEG | davor XIIg 5621–5628                                                      |
|                                                                               | XIIh 6631–6633                                                                                    | 381,001–003                                                               | NkNb 1–3 | C n2t                                                                     | 1883                                                                      | Krauss/München | davor XIIh 5631–5633                                                      |
|                                                                               | XIId 6581–6597                                                                                    | 382,001–017                                                               | StEG IVc" 474–482, 486–493 | C n2t                                                                     | 1883–1891                                                                 | StEG | davor XIId 5581–5597                                                      |
|                                                                               | XIIk 6641–6644                                                                                    | 383,001–004                                                               | NkNb 4–7 | C n2t                                                                     | 1891–1892                                                                 | StEG | davor XIIk 5641–5644                                                      |
|                                                                               | XIII 6651–6662                                                                                    | 384,001–012                                                               | | C n2vt                                                                    | 1884                                                                      | Krauss/München | Umbau aus 1B n2t XIII; davor XIII 5651–5662                               |
|                                                                               | IVe 4451–4465                                                                                     | 401,001–015                                                               | | 1BB n4v                                                                   | 1905–1908                                                                 | Budapest |                                                                           |
|                                                                               |                                                                                                   | 411,001–483                                                               | | 1D h2                                                                     | 1942–1945                                                                 | Baldwin, ALCO, LIMA, USA |                                                                           |
| 501–538, 1201–1205                                                            | IVa 4041–4083                                                                                     | 420,001–043                                                               | | D n2                                                                      | 1882–1885                                                                 | Wr. Neustadt, Floridsdorf |                                                                           |
|                                                                               | IVc 4301–4335                                                                                     | 421,001–035                                                               | | D n2                                                                      | 1894–1896                                                                 | Budapest |                                                                           |
|                                                                               | IVd 4401–4430                                                                                     | 422,001–030                                                               | | BB n4v                                                                    | 1898–1902                                                                 | Budapest |                                                                           |
|                                                                               |                                                                                                   | 434,001–014                                                               | GB D 4/4 | D n2                                                                      |                                                                           | |                                                                           |
| 41–48, 70–72, 76–87, 120–125 126–128                                          | IV 4001–4029 IV 4030–4032                                                                         | 441,001–029 441,030–032                                                   | MÁV EMGV IV 21, 8, 9 | D n2                                                                      | 1870–1874                                                                 | Sigl/Wien, Wr. Neustadt |                                                                           |
|                                                                               | TIV 4261–4269                                                                                     | 450,001–009                                                               | StEG Vd 1302–1303, 1307–1313 | D n2t                                                                     | 1880–1891                                                                 | StEG, Budapest |                                                                           |
|                                                                               | IVb 4201–4252                                                                                     | 459,001–052                                                               | StEG V 1112–1149, 1209–1223, 1237–1246                                                                                            | D n2                                                                      | 1867–1871                                                                 | StEG, Karlsruhe |                                                                           |
|                                                                               | XIVa 6801–6840                                                                                    | 475,001–040                                                               | | D n2t                                                                     | 1896–1901                                                                 | Budapest | davor 5801–5806                                                           |
|                                                                               | XIV 6681–6685                                                                                     | 476,001–005                                                               | StEG Vc 1372–1376 | D n2t                                                                     | 1888                                                                      | StEG | davor 5681–5685                                                           |
|                                                                               |                                                                                                   | 601,001–060                                                               | | (1C)C h4v                                                                 | 1914–1920                                                                 | Budapest |                                                                           |
|                                                                               | VIm 4501–4530                                                                                     | 651,001–030                                                               | | CC n4v                                                                    | 1909–1914                                                                 | Budapest |                                                                           |

##### Eigene Konstruktionen
- 22, ab 1958 275
- 315
- 328
- 342
- 375.5
- 402
- 424
- 442

##### Aus Deutschland übernommene Lokomotiven
- 12
- 410: Preußische G 8 bzw. Preußische G 8.1
- 431: Preußische G 7.1 bzw. Preußische G 7.2
- 501
- 520

##### Von den ČSD übernommene Lokomotiven
- 329.5
- 343
- 403
- 460

##### Aus Österreich bezogene Lokomotiven
- 477

#### Dampftriebwagen
- BCmot VIIa Dampftriebwagen Bauart De Dion-Bouton; Regelspur
- BCmot VIIb Dampftriebwagen Bauart De Dion-Bouton; Regelspur
- BCmot VIIc Dampftriebwagen Bauart De Dion-Bouton; Regelspur
- BCmot VIId Dampftriebwagen Bauart De Dion-Bouton; Regelspur
- BCmot 03050 Dampftriebwagen Bauart Stoltz; Regelspur
- BCmot 03501 Dampftriebwagen Bauart Komarek; Regelspur
- BCmot VIIIa, VIIIb Dampftriebwagen Bauart de Dion-Bouton; Regelspur
- Cmot VIIIc Dampftriebwagen Bauart Stoltz; Regelspur

#### Schmalspurlokomotiven
| Triebfahrzeuge der MÁV (Dampflokomotiven Schmalspur) / Drittes Schema 1911 | Triebfahrzeuge der MÁV (Dampflokomotiven Schmalspur) / Drittes Schema 1911 | Triebfahrzeuge der MÁV (Dampflokomotiven Schmalspur) / Drittes Schema 1911 | Triebfahrzeuge der MÁV (Dampflokomotiven Schmalspur) / Drittes Schema 1911 | Triebfahrzeuge der MÁV (Dampflokomotiven Schmalspur) / Drittes Schema 1911 | Triebfahrzeuge der MÁV (Dampflokomotiven Schmalspur) / Drittes Schema 1911 | Triebfahrzeuge der MÁV (Dampflokomotiven Schmalspur) / Drittes Schema 1911 | Triebfahrzeuge der MÁV (Dampflokomotiven Schmalspur) / Drittes Schema 1911 | Triebfahrzeuge der MÁV (Dampflokomotiven Schmalspur) / Drittes Schema 1911 |
| 1. Schema-Nr.                                                              | 2. Schema                                                                  | 3. Schema                                                                  | Herkunft                                                                   | Bauart                                                                     | Baujahr(e)                                                                 | Hersteller                                                                 | Spurweite                                                                  | Bemerkungen                                                                |
| -------------------------------------------------------------------------- | -------------------------------------------------------------------------- | -------------------------------------------------------------------------- | -------------------------------------------------------------------------- | -------------------------------------------------------------------------- | -------------------------------------------------------------------------- | -------------------------------------------------------------------------- | -------------------------------------------------------------------------- | -------------------------------------------------------------------------- |
|                                                                            | XXIb 6961–6966                                                             | 289,001–006                                                                |                                                                            | B n2                                                                       | 1898                                                                       | Arad                                                                       | 760 mm                                                                     |                                                                            |
|                                                                            | XX 6901–6904                                                               | 387,001–004                                                                | SKV 1–3                                                                    | C n2                                                                       | 1872, 1897                                                                 | Sigl/Wien, Budapest                                                        | 1000 mm                                                                    | davor XX 5901–5903, später ČSD U 35.1                                      |
|                                                                            |                                                                            | 388,001–003                                                                | SSÁV                                                                       | C n2                                                                       | 1896                                                                       | Wr. Neustadt                                                               | 760 mm                                                                     | davor SSÁV 1–3                                                             |
| 839–840                                                                    | XXI 6911–6912                                                              | 389,001–002                                                                | TVV                                                                        | C n2t                                                                      | 1885                                                                       | Wr. Neustadt                                                               | 750 mm                                                                     | Umbau auf C n2; davor XXI 5911–5912                                        |
|                                                                            |                                                                            | 390,001–002                                                                | BGV 19–20                                                                  | C n2t                                                                      | 1908                                                                       | Maffei, München                                                            | 760 mm                                                                     | davor BGV 19 bis 20; ČSD U 35.0                                            |
|                                                                            |                                                                            | 390,101                                                                    | Sägewerk Bolechow                                                          | C n2t                                                                      | 1911                                                                       | Henschel & Sohn, Kassel                                                    | 760 mm                                                                     | davor kukHB 10417                                                          |
|                                                                            |                                                                            | 391,001                                                                    | k.u.k. Heeresbahn                                                          | C n2t                                                                      | 1899                                                                       | Orenstein & Koppel, Berlin                                                 | 760 mm                                                                     | davor ČSD U 35.201                                                         |
|                                                                            |                                                                            | 394,201                                                                    | Kaschau-Oderberger Bahn                                                    | C n2t                                                                      | 1899                                                                       | Budapest                                                                   | 760 mm                                                                     | Werktype 106                                                               |
|                                                                            | XXIa 6941–6945                                                             | 395,001–005                                                                |                                                                            | C1 n2t                                                                     | 1895, 1897                                                                 | StEG, Arad                                                                 | 760 mm                                                                     | davor XXIa 5941–5944                                                       |
|                                                                            |                                                                            | 395,104                                                                    | SB 40.02                                                                   | C1 n2t                                                                     | 1890                                                                       | Krauss, Linz                                                               | 760 mm                                                                     |                                                                            |
|                                                                            |                                                                            | 399,0                                                                      | NyVKV                                                                      | C n2t                                                                      | 1906–1914                                                                  | Budapest                                                                   | 760 mm                                                                     | Werktype 75                                                                |
|                                                                            |                                                                            | 399,102–105                                                                | k.u.k. Heeresbahn                                                          | C n2t                                                                      | 1908                                                                       | Budapest                                                                   | 760 mm                                                                     | Werktype 78                                                                |
|                                                                            | XXIc 6967–6972                                                             | 490,001–006                                                                |                                                                            | D n2t                                                                      | 1906–1910                                                                  | Budapest                                                                   | 760 mm                                                                     | Werktype 70                                                                |
|                                                                            | XXId 6977–6978                                                             | 491,001–002                                                                |                                                                            | D n2t                                                                      | 1908                                                                       | Orenstein & Koppel, Berlin                                                 | 760 mm                                                                     |                                                                            |
|                                                                            | XXIe 6979–6986                                                             | 492,001–008                                                                |                                                                            | D n2t                                                                      | 1908–1909                                                                  | Budapest                                                                   | 760 mm                                                                     | Werktype 85                                                                |
|                                                                            |                                                                            | 493,001                                                                    | BGV 25                                                                     | D n2t                                                                      | 1913                                                                       | Maffei, München                                                            | 760 mm                                                                     | davor ČSD U 44.0                                                           |
|                                                                            |                                                                            | 494,001                                                                    | Tschechoslowakisches Eisenbahnregiment 7255                                | D n2t                                                                      | 1917                                                                       | Krauss, München                                                            | 760 mm                                                                     | davor ČSD U 44.101                                                         |

- 392.50
- 394
- 447
- 498
- 499

### Elektrolokomotiven
| V40   | 29  | 16 kV, 50 Hz ~                | 1932–1937  | Ganz & Co., Budapest                 |                                              |  |
| V41   | 30  | 16 kV, 50 Hz ~ 25 kV, 50 Hz ~ | 1958–1962  | Ganz, Budapest Ganz-MÁVAG, Budapest  | Zweispannungslokomotive                      |  |
| V42   | 42  | 16 kV, 50 Hz ~ 25 kV, 50 Hz ~ | 1961–1966  | Ganz, Budapest Ganz-MÁVAG, Budapest  | Zweispannungslokomotive                      |  |
| V43.1 | 379 | 25 kV, 50 Hz ~                | 1963–1982  | Ganz-MÁVAG, Budapest                 | Prototypen hergestellt von Krupp, Essen      |  |
| V43.2 | 56  | 25 kV, 50 Hz ~                | 1999–2007  |                                      | Umbau aus V43.1                              |  |
| V43.3 | 30  | 25 kV, 50 Hz ~                | 2007–2008  |                                      | Umbau aus V43.1                              |  |
| V44   | 2   | 16 kV, 50 Hz ~                | 1943       | Ganz & Co., Budapest                 | durch Kriegsschäden nie planmäßig eingesetzt |  |
| V46   | 60  | 25 kV, 50 Hz ~                | 1983–1992  | Ganz-MÁVAG, Budapest                 |                                              |  |
| V50   | 1   | 15 kV, 50 Hz ~                | 1923       |                                      | Versuchslok                                  |  |
| V51   | 4   | 11 kV, 16⅔ Hz ~               | 1911       | Ringhoffer, Smíchov SSW, Budapest    | Gepäcktriebwagen                             |  |
| V55   | 12  | 16 kV, 50 Hz ~                | 1950–1957  | Ganz & Co., Budapest MÁVAG, Budapest |                                              |  |
| V60   | 3   | 16 kV, 50 Hz ~                | 1932, 1938 | Ganz & Co., Budapest MÁVAG, Budapest |                                              |  |
| V63.0 | 56  | 25 kV, 50 Hz ~                | 1975–1988  | Ganz-MÁVAG, Budapest                 |                                              |  |
| V63.1 | 11  | 25 kV, 50 Hz ~                | 1992–1996  |                                      | Umbau aus V63.0                              |  |

### Verbrennungsmotorlokomotiven

#### Regelspurlokomotiven
| M28.1  | 24  | mechanisch  | 1955–1959       | Rába, Győr                                         |                                                         |  |
| M28.2  | 10  | mechanisch  | 1957–1959       | Rába, Győr                                         |                                                         |  |
| M31    | 53  | hydraulisch | 1958–1960       | Ganz-MÁVAG, Budapest                               |                                                         |  |
| M32    | 56  | hydraulisch | 1972–1974       | Ganz-MÁVAG, Budapest                               | zusätzlich eine weitere von Industriebetrieb übernommen |  |
| M38    | 7   | hydraulisch | 1960–1961       | Rába, Győr                                         |                                                         |  |
| M40    | 67  | elektrisch  | 1963–1970       | Ganz-MÁVAG, Budapest                               |                                                         |  |
| M40.3  | 3   |             | 2002            |                                                    | Umbau aus M40                                           |  |
| M41    | 107 | hydraulisch | 1972–1984       | Ganz-MÁVAG, Budapest                               | zusätzlich sieben weitere von GySEV übernommen          |  |
| M41.23 | 35  |             | 2002, 2004–2008 |                                                    | Umbau aus M41                                           |  |
| M42    | 1   | elektrisch  | 1994            | Ganz, Budapest                                     | Prototyp                                                |  |
| M43    | 161 | hydraulisch | 1974–1979       | Lokomotivfabrik 23. August, Bukarest               | zusätzlich drei weitere von GySEV übernommen            |  |
| M43.12 | 2   |             | 2002–2003       |                                                    | Umbau aus M43                                           |  |
| M44    | 196 | elektrisch  | 1954–1971       | Ganz-MÁVAG, Budapest                               |                                                         |  |
| M44.4  | 40  |             | 1999–2004       |                                                    | Umbau aus M44                                           |  |
| M46    | 9   | hydraulisch | 1961–1964       | Ganz-MÁVAG, Budapest                               | beide Prototypen an Industriebetrieb abgegeben          |  |
| M47.10 | 38  | hydraulisch | 1974–1975       | Lokomotivfabrik 23. August, Bukarest               |                                                         |  |
| M47.12 | 40  |             | 2000–2011       |                                                    | Umbau aus M43, M47.10 und M47.20                        |  |
| M47.13 | 34  |             | 2000–2011       |                                                    | Umbau aus M43, M47.10 und M47.20                        |  |
| M47.20 | 75  | hydraulisch | 1976–1979       | Lokomotivfabrik 23. August, Bukarest               |                                                         |  |
| M61    | 20  | elektrisch  | 1963–1964       | Nydqvist och Holm, Trollhättan                     |                                                         |  |
| M62    | 273 | elektrisch  | 1965–1974       | Lokomotivfabrik Oktoberrevolution, Woroschilowgrad |                                                         |  |
| M62.3  | 34  | elektrisch  | 1999–2007       |                                                    | Umbau aus M62                                           |  |
| M63    | 34  | elektrisch  | 1970–1975       | Ganz-MÁVAG, Budapest                               |                                                         |  |

#### Breitspurlokomotiven
Das Nennmaß der russischen Breitspur wurde 1970 von 1524 auf 1520 mm verkleinert, doch wurde damit nur das Spurspiel reduziert. Die Radsatzmaße änderten sich nicht.  
| M40.5 M40.9 (ab den 1970er Jahren) | 8  | 1520 mm |           | Ganz-MÁVAG, Budapest                               |                                                                    |  |
| M62.5                              | 18 | 1520 mm | 1970–1978 | Lokomotivfabrik Oktoberrevolution, Woroschilowgrad | zusätzlich Umspurung von zwei M62 zu M62.5 sowie drei M62.5 zu M62 |  |

#### Schmalspurlokomotiven
| A–26                       | 1            | 760 mm                          | 1948      | Roessemann-Harmatta Gép és Csőgyár, Budapest |                          |  |
| B–26                       | etwa 100     | 600 mm 760 mm                   |           | Szállítóberendezések Gyára, Budapest         |                          |  |
| M297 C-50                  | etwa 260–280 | 0600 mm 0760 mm 0950 mm 1000 mm | 1952–1968 | Északi Járműjavító, Budapest                 |                          |  |
| De 495 M495 (ab etwa 1956) |              | 760 mm                          |           |                                              | 1950 von SzGV übernommen |  |
| Mk45                       | 10           | 760 mm                          | 1973      | Lokomotivfabrik 23. August, Bukarest         |                          |  |
| M492 Mk48.10 (ab 1960)     | 12           | 760 mm                          | 1958–1960 | Rába, Győr                                   |                          |  |
| Mk48.20                    | 39           | 760 mm                          | 1960–1961 | Rába, Győr                                   |                          |  |
| Mk49                       | 7            | 760 mm                          | 1961–1962 | Rába, Győr                                   |                          |  |

### Elektrotriebwagen
| ACa    | 11 | 10 kV, 16⅔ Hz ~ 12 kV, 16⅔ Hz ~ |           |                | [ 4 ] |  |
| BDVmot | 20 | 25 kV, 50 Hz ~                  | 1988–1990 | Ganz, Budapest |       |  |
| BVmot  | 3  | 25 kV, 50 Hz ~                  | 1995      | Ganz, Budapest |       |  |
| BVhmot | 2  | 25 kV, 50 Hz~                   | 1996      | Ganz, Budapest |       |  |
| Cavill | 2  | 16 kV, 50 Hz ~                  | 1955      | Ganz, Budapest | [ 4 ] |  |

### Verbrennungstriebwagen

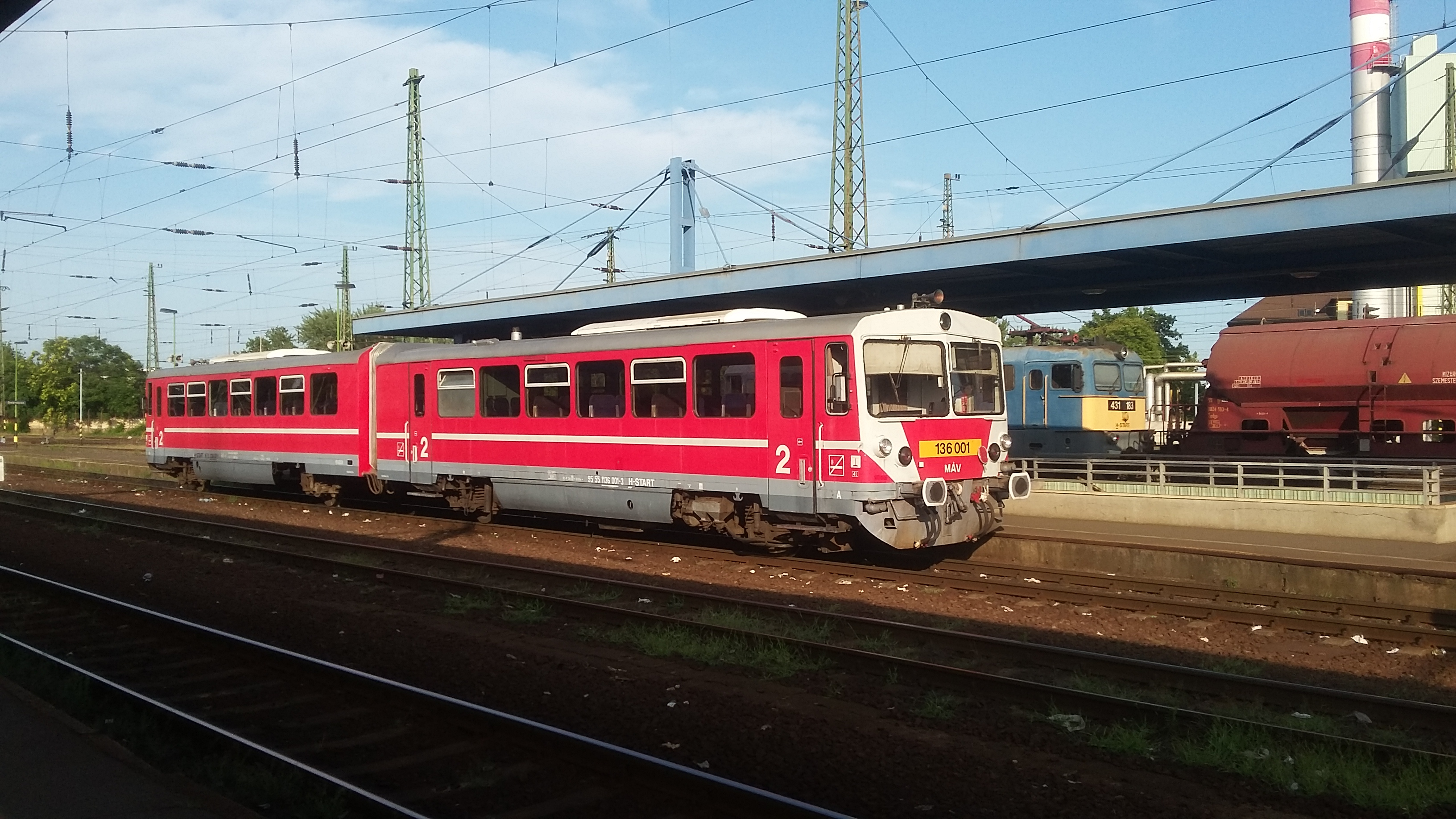
Reihe 136, Prototyp aus Bzmot 211 und Beiwagen, hergestellt 2005 im Werk Szombathely
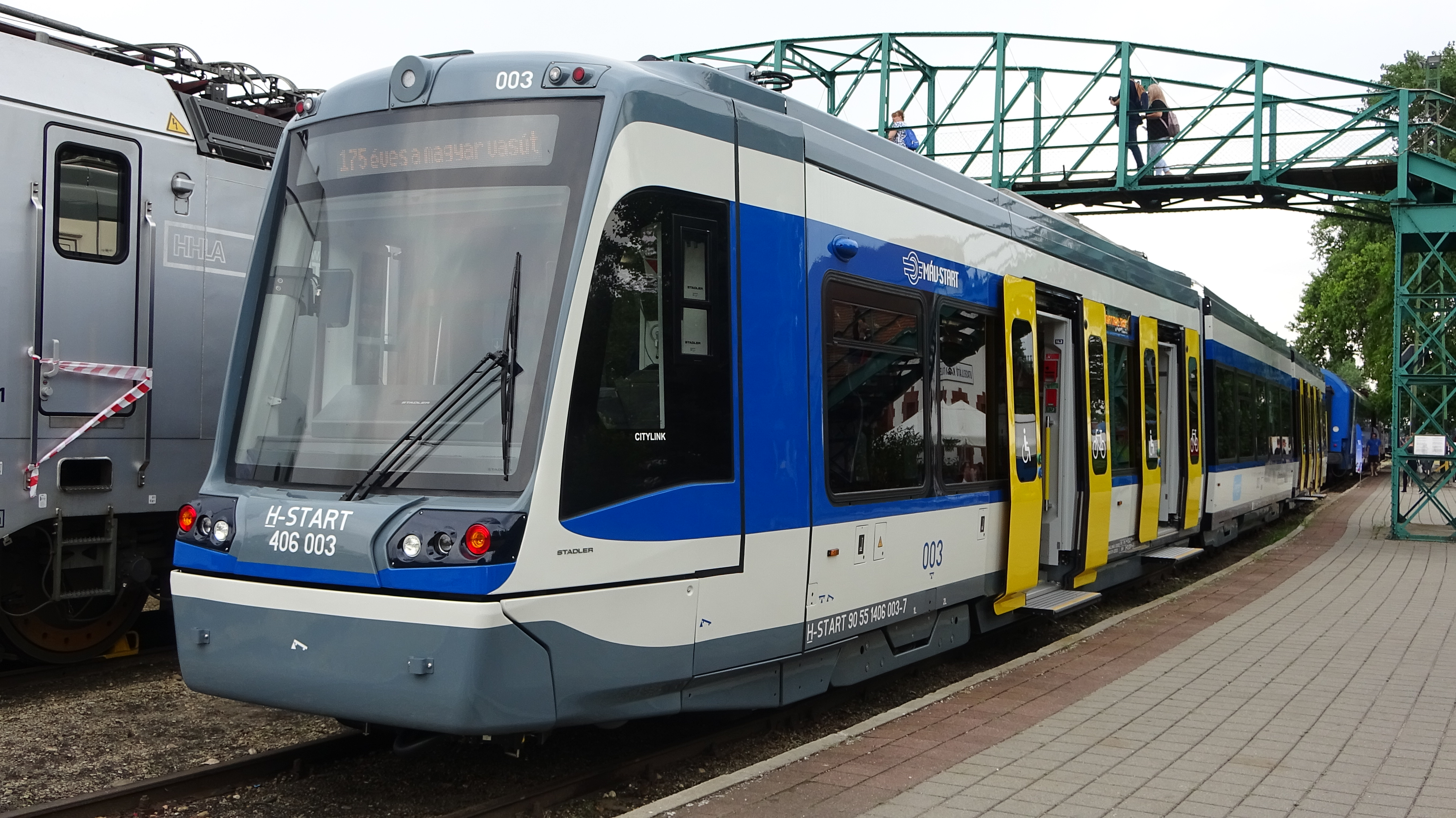
Reihe 406, 12 Stück mit Dieselmotor und für 600 V, hergestellt 2020–2021 von Stadler Rail Valencia
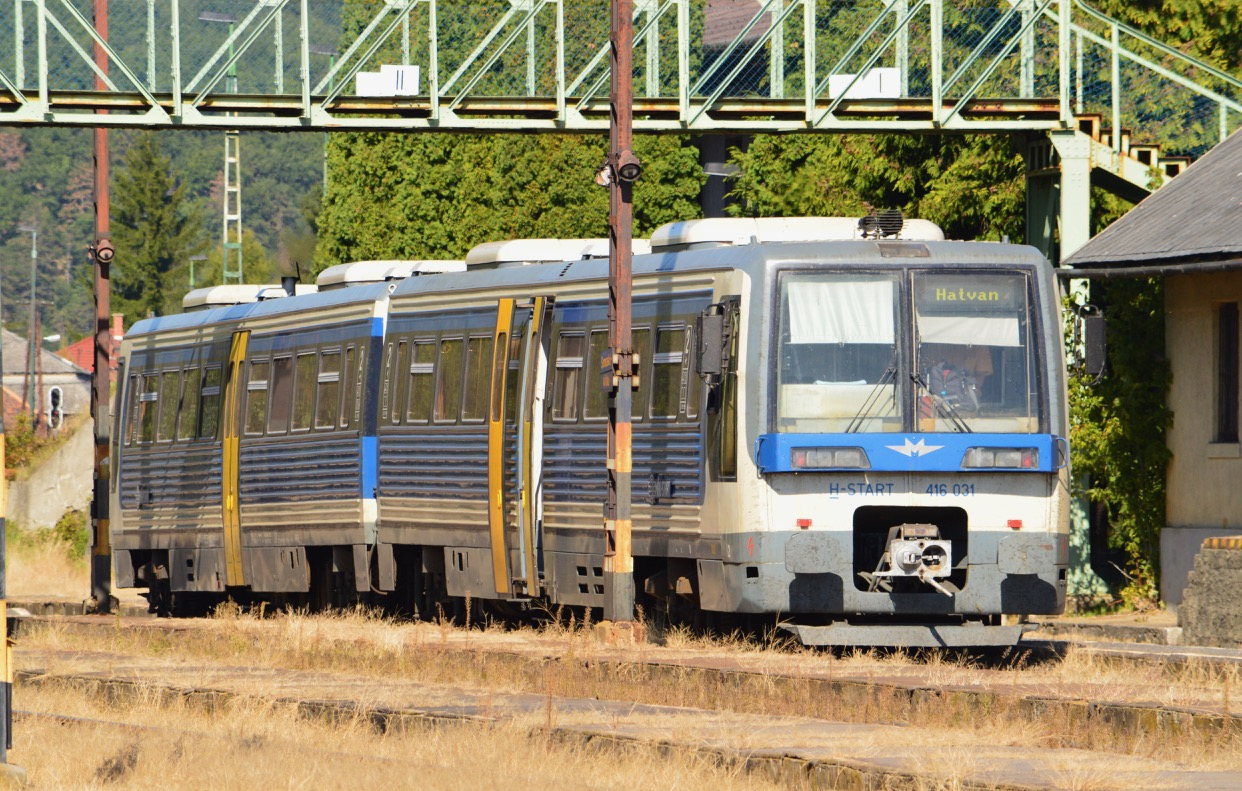
Reihe 416, 40 Stück mit hydrodynamischer Leistungsübertragung, hergestellt 2002–2004 von Metrowagonmasch, Mytischtschi
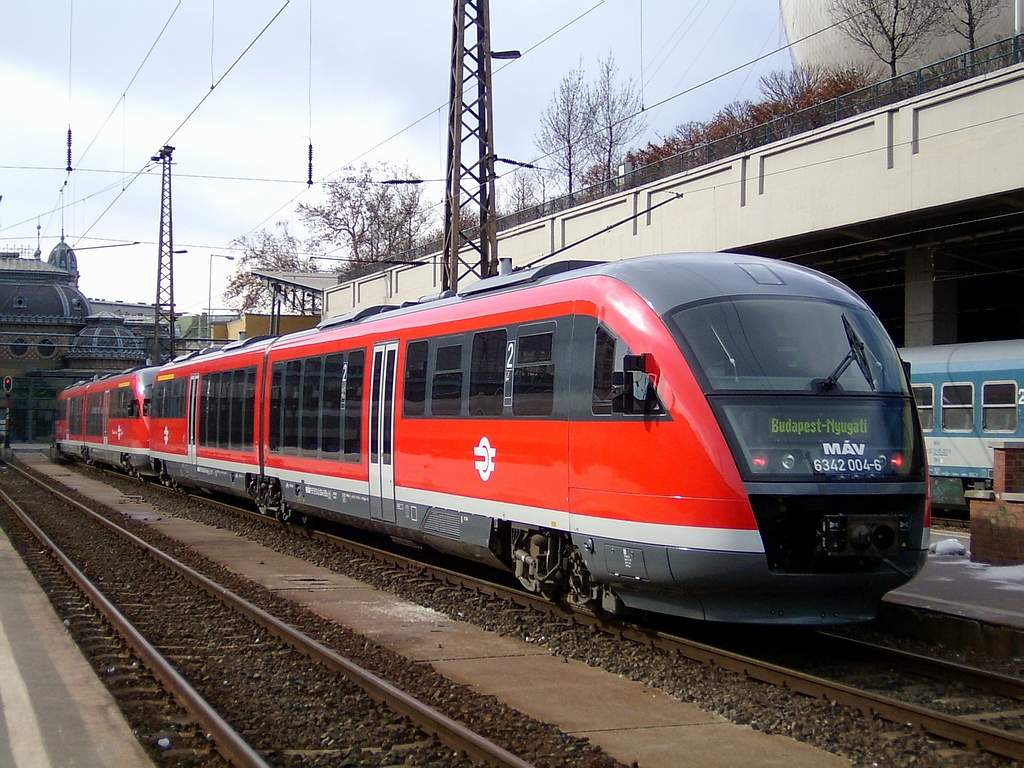
Reihe 426, 31 Stück mit hydrodynamisch-mechanischer Leistungsübertragung, hergestellt 2003–2006 und 2009 von Siemens Mobility, München

#### Regelspurtriebwagen
| Aamot               | 7   | mechanisch      | 1934–1940              | Ganz & Co., Budapest       | |  |
| ABbmot              | 18  | mechanisch      | 1955–1958              | Ganz & Co., Budapest       | |  |
| Bmot                | 5   | mechanisch      | 1928–1931              | Ganz & Co., Budapest       | |  |
| Bmot 7–8            | 2   | mechanisch      | 1934                   | Ganz & Co., Budapest       | |  |
| Bamot               | 2   | mechanisch      | 1959–1961              | Rába, Győr                 | |  |
| Bbmot               | 22  | mechanisch      | 1959                   | Ganz & Co., Budapest       | |  |
| Bzmot (001 bis 205) | 205 | hydromechanisch | 1977–1986              | Vagónka Studénka, Studénka | |  |
| Bzmot (160 bis 397) | 238 |                 | 1995–2002              |                            | Umbau aus Bzmot 001 bis 205 und Beiwagen |  |
| Bzmot (398 bis 420) | 23  |                 | 1997–2001              |                            | Umbau aus Beiwagen |  |
| BCmot später: ABmot |     | mechanisch      | 1926–1937              | Ganz & Co., Budapest       | |  |
| BCamot              | 5   |                 |                        |                            | verschiedene in Deutschland oder nach deutschem Schema hergestellte Versuchstriebwagen                                                                                                |  |
| Cmot                | 18  |                 |                        |                            | verschiedene zweiachsige Nebenbahntriebwagen der ČSD, die in Folge der Ereignisse des Zweiten Weltkrieges auf ungarischen Boden gelangten und hier umbezeichnet und eingesetzt wurden |  |
| Camot               | 2   | mechanisch      | 1934                   | Ganz & Co., Budapest       | |  |
| Cbmot               | 4   | mechanisch      | 1944, 1948, 1950, 1955 | Ganz & Co., Budapest       | |  |
| MDa später: MDmot   | 42  | hydromechanisch | 1969–1975              | Ganz-MÁVAG, Budapest       | Gepäcktriebwagen |  |
| Székely             | 2   | mechanisch      | 1941                   | Ganz & Co., Budapest       | Umbau aus ČSD M 251.0 |  |

#### Schmalspurtriebwagen
| ABamot | 2 | 760 mm | 1929       | Ganz & Co., Budapest |                         |  |
| Dmot   | 3 | 760 mm | 1935, 1940 | Ganz & Co., Budapest | 1950 von KGV übernommen |  |

## Viertes Bezeichnungsschema 2011
Neu beschaffte Triebfahrzeuge wurden ab Ende der 1990er Jahre nicht mehr in das alte Bezeichnungssystem aufgenommen, sondern erhielten eine vierstellige Nummer. 2006 bekamen auch sämtliche Triebfahrzeuge der MÁV-TRAKCIÓ Zrt. mit herkömmlicher Bezeichnung eine vierstellige Verwaltungsnummer, welche jedoch in den meisten Fällen noch nicht die bisherigen Fahrzeuganschriften ersetzte.
Im Jahr 2010 wurde schließlich im Rahmen des internationalen Systems der UIC ein neues, zwölfstelliges Bezeichnungsschema eingeführt, welches ausschließlich aus arabischen Zahlen besteht. Die bisherigen Reihen- und Ordnungsnummern der Lokomotiven wurden so weit wie möglich beibehalten und durch eine weitere Ziffer zur näheren Identifikation ergänzt. Diese ist die achte Ziffer des zwölfstelligen Codes und steht direkt nach der früheren zweistelligen „M“- bzw. „V“-Nummer. Dabei stehen 0, 1, 2 und 3 für Elektrolokomotiven, 4 und 5 für Elektrotriebwagen, 6 und 7 für Verbrennungstriebwagen sowie 8 und 9 für Verbrennungsmotorlokomotiven. Triebwagen erhielten eine neue Reihenbezeichnung.
Bis zum 30. September 2011 sollten alle Fahrzeuge sowie die EDV-Systeme entsprechend angepasst sein; diese Frist wurde bis zum 31. Dezember 2011 verlängert. Die Umnummerierung der von der MÁV-START Zrt. betriebenen Triebwagen erfolgte erst zwischen 2014 und 2015. Erhaltene Dampflokomotiven dürfen ihre alten Nummern behalten.

### Elektrolokomotiven
| V43.1 | 1143 | 431   |  |
| V43.2 | 1243 | 432   |  |
| V43.3 | 1343 | 433   |  |
| V46   | 1046 | 460   |  |
| —     | 1047 | 470   |  |
| —     |      | 480   |  |
| V63.0 | 1063 | 630.0 |  |
| V63.1 | 1163 | 630.1 |  |

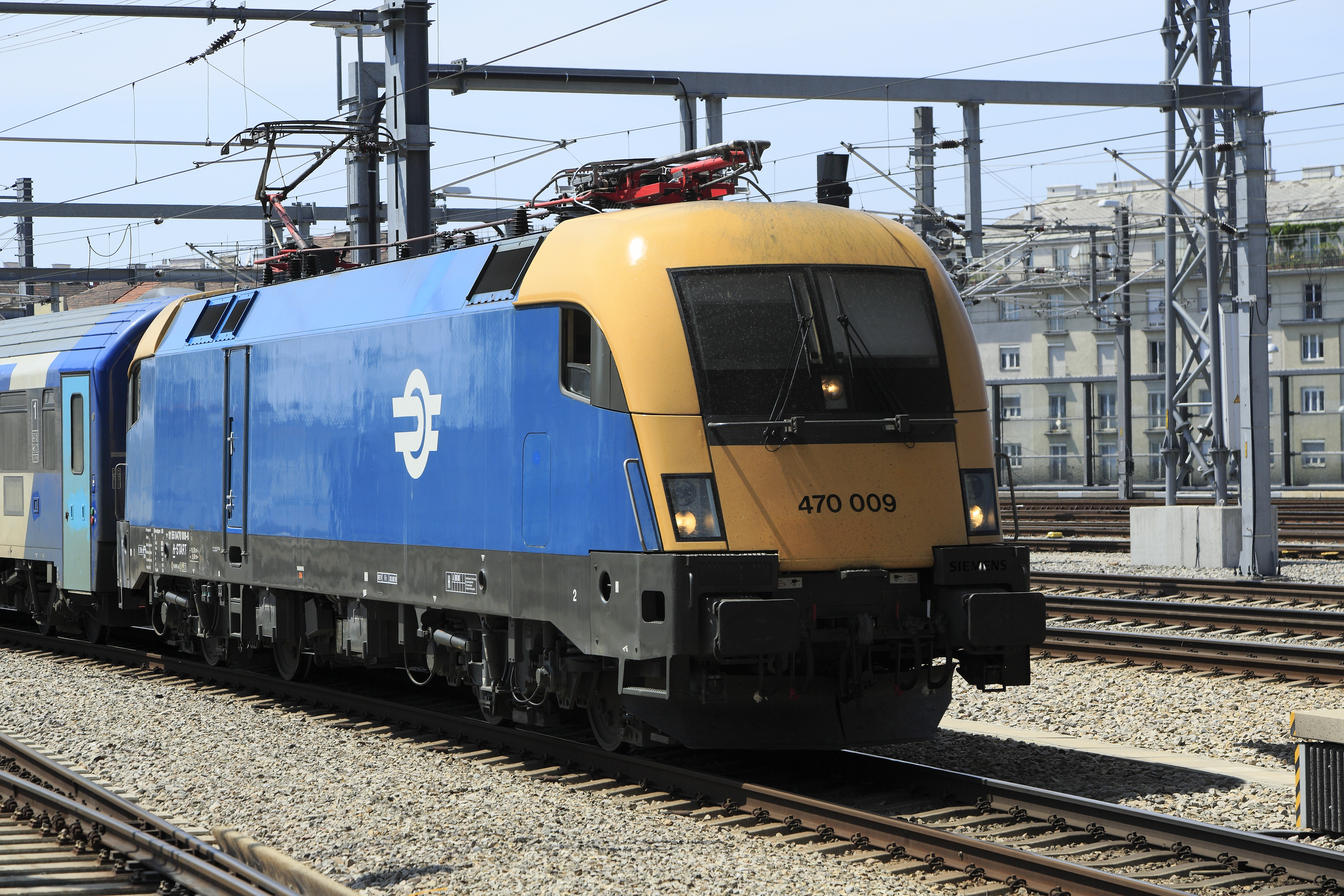
Reihe 470, 10 Stück für 15 kV, 16,7 Hz und 25 kV, 50 Hz, hergestellt 2002 von Siemens Mobility, München
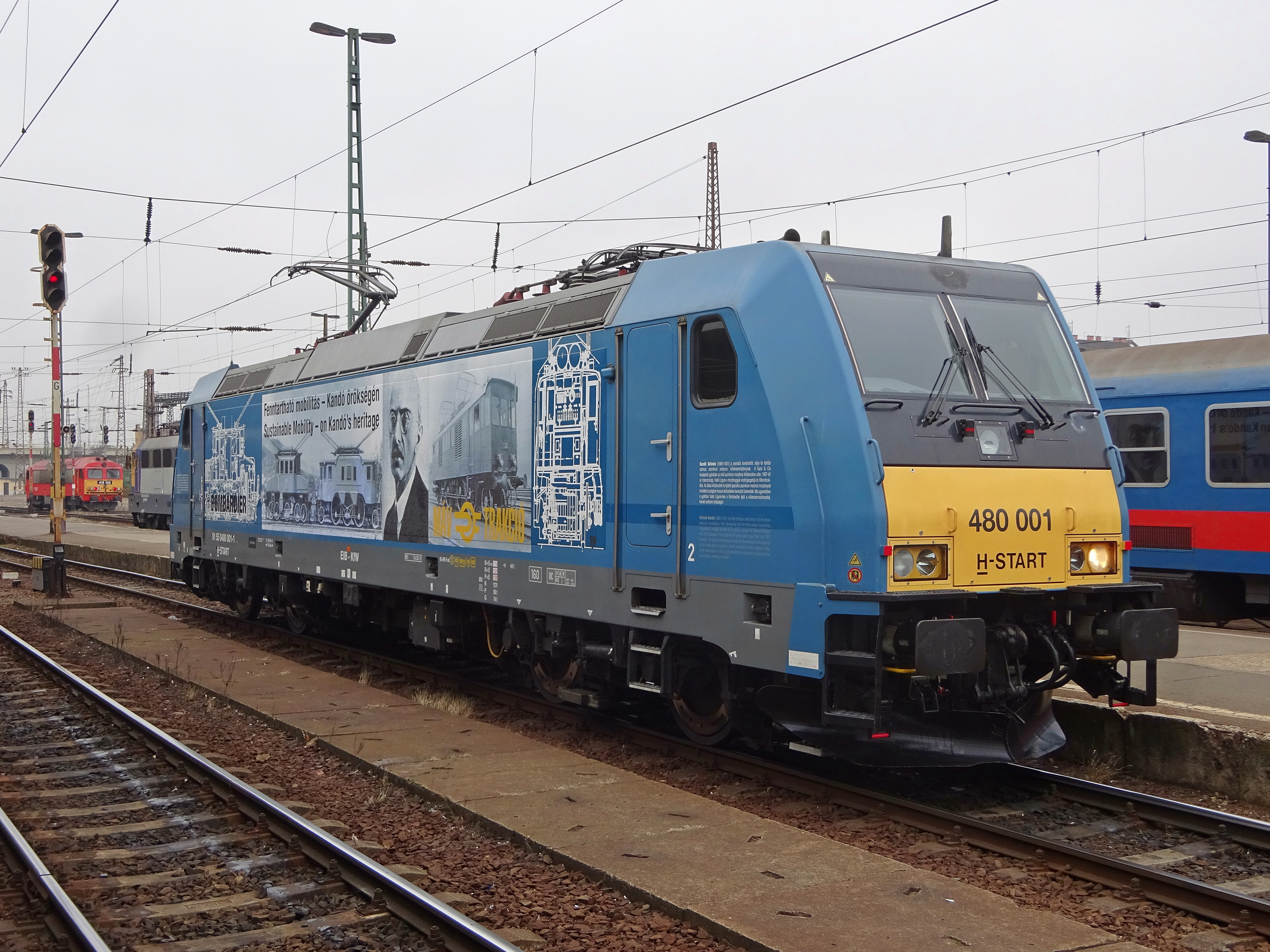
Reihe 480, 25 Stück für 15 kV, 16,7 Hz und 25 kV, 50 Hz, hergestellt 2010–2012 von Bombardier Transportation, Berlin

### Verbrennungsmotorlokomotiven
| M28.1  | 2128 | 288.1 |  |
| M28.2  | 2228 | 288.2 |  |
| M31    | 2231 | —     |  |
| M32    | 2232 | —     |  |
| M40    | 2040 | 408   |  |
| M40.2  | 2240 | 408.2 |  |
| M40.3  | 2440 | 408.3 |  |
| M41.21 | 2141 | 418.1 |  |
| M41.22 | 2241 | 418.2 |  |
| M41.23 | 2341 | 418.3 |  |
| M43.10 | 2043 | 438.0 |  |
| M43.11 | 2143 | 438.1 |  |
| M43.12 | 2243 | 438.2 |  |
| M44    | 2044 | 448.0 |  |
| M44    | 2144 | 448.1 |  |
| M44    | 2244 | 448.2 |  |
| M44    | 2444 | 448.4 |  |
| M44    | 2544 | 448.5 |  |
| M47.10 | 2147 | —     |  |
| M47.12 | 2247 | 478.2 |  |
| M47.13 | 2347 | 478.3 |  |
| M47.20 | 2447 | 478.0 |  |
| M62    | 2062 | 628   |  |
| M62.3  | 2362 | 628.3 |  |

### Elektrotriebwagen
| BDVmot | 5040 | 414 |  |
| —      | 5341 | 415 |  |
| BVhmot | 5041 | 424 |  |
| —      | 5342 | 425 |  |
| BVmot  | 5141 | 434 |  |
| —      | —    | 815 |  |

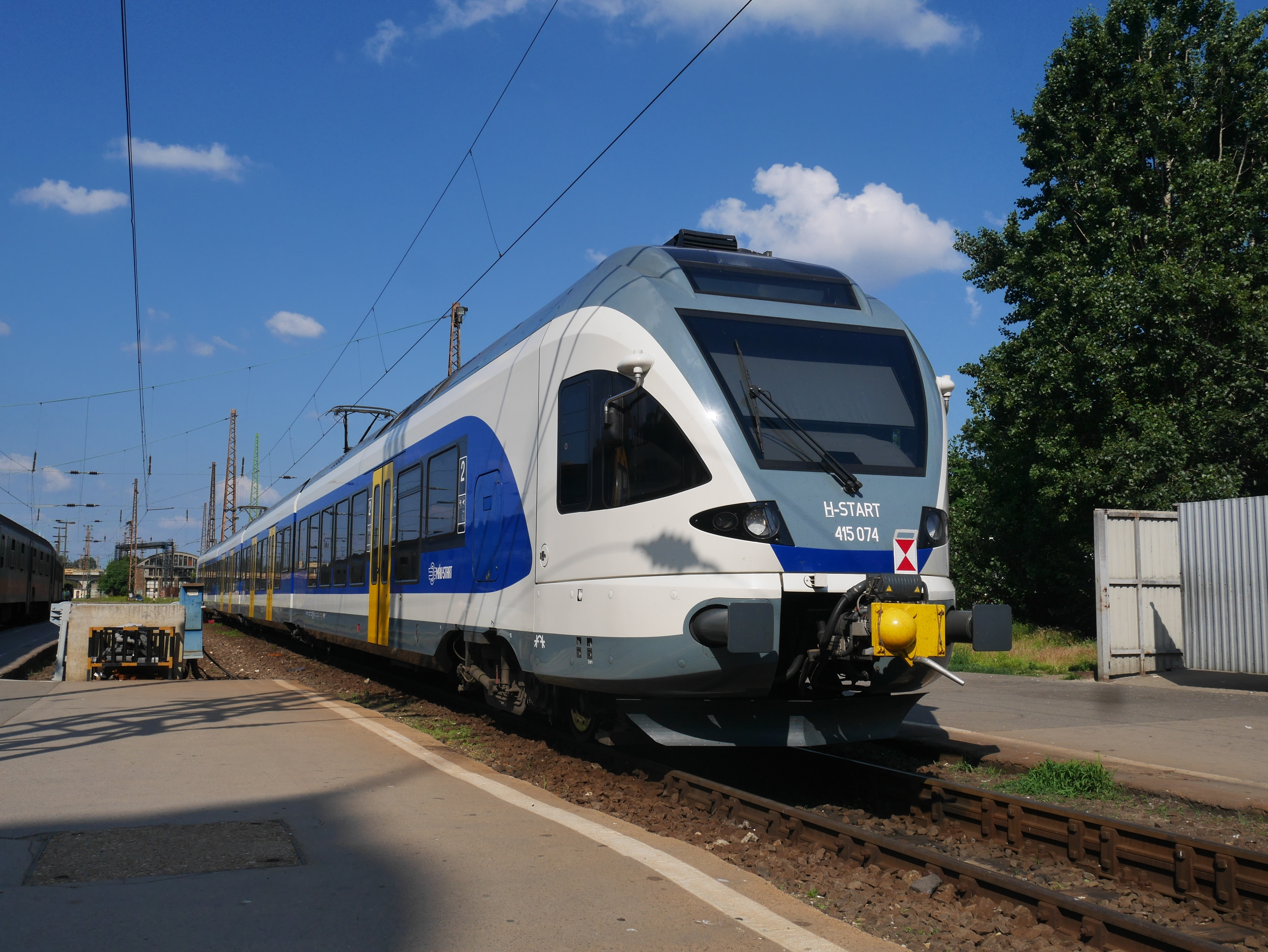
Reihe 415, 123 Stück für 25 kV, 50 Hz, hergestellt 2007–2010 und 2014–2016 von Stadler Rail, Bussnang
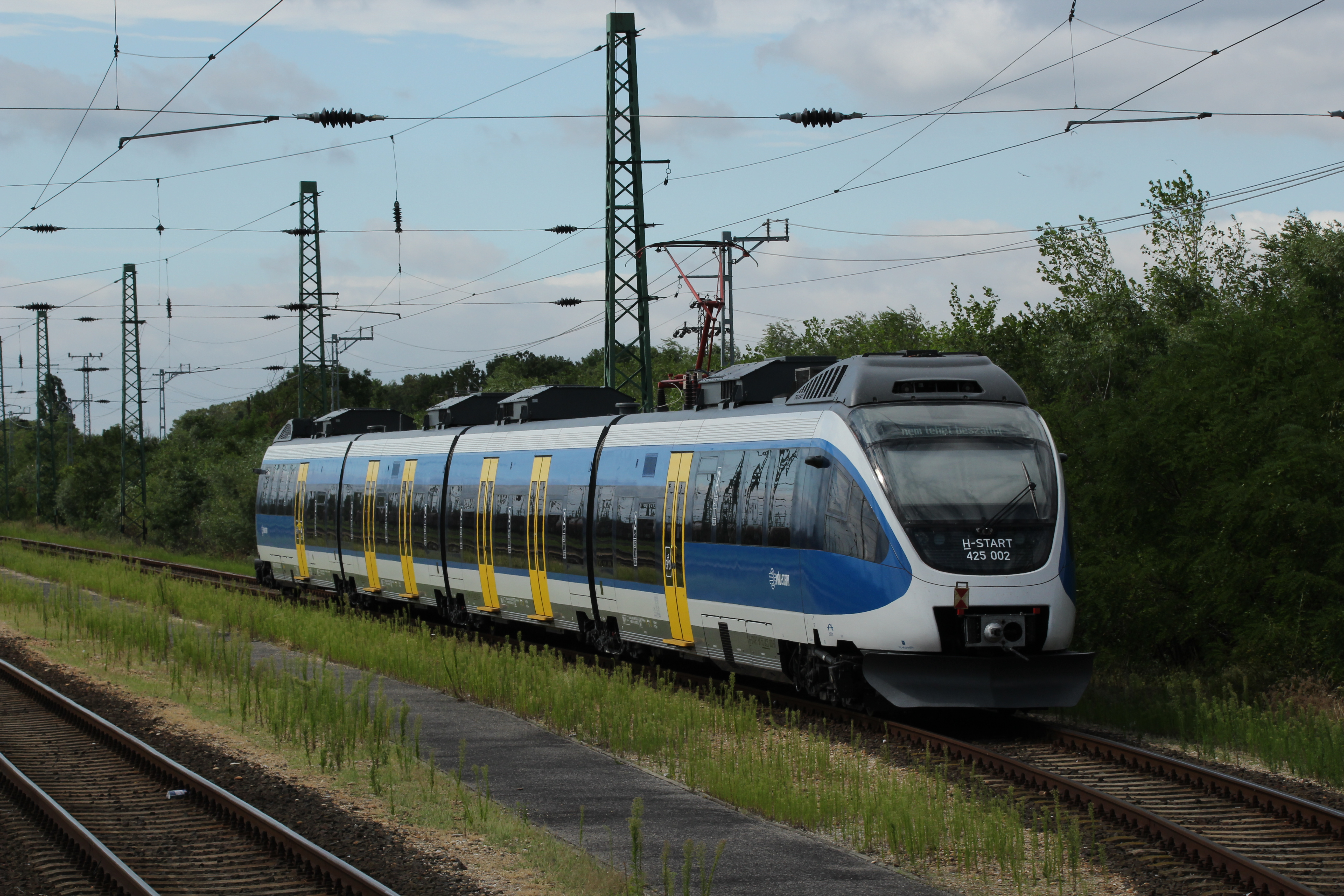
Reihe 425, 10 Stück für 15 kV, 16,7 Hz und 25 kV, 50 Hz, hergestellt 2007–2008 von Bombardier Transportation, Berlin
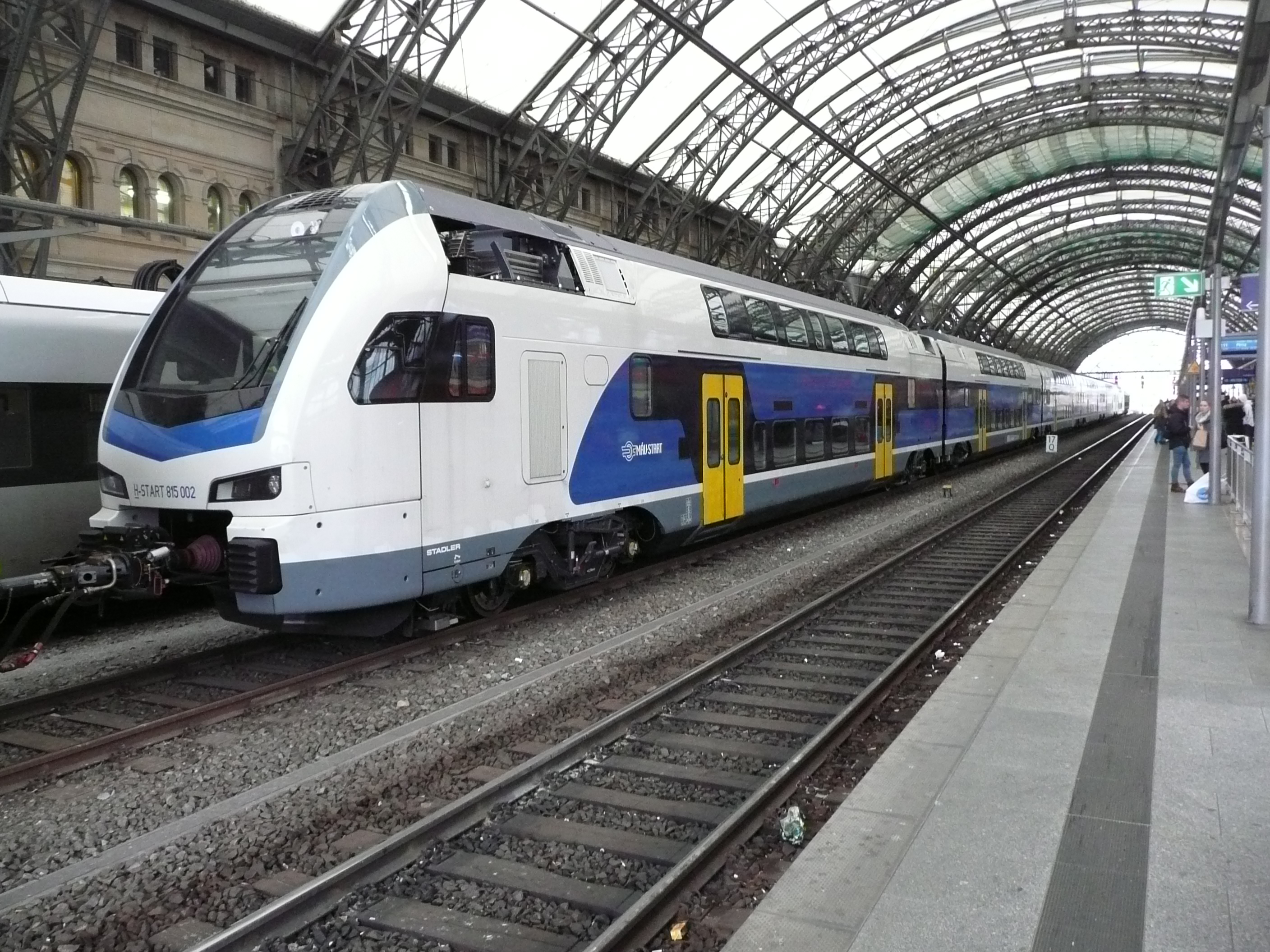
Reihe 815, vsl. 40 Stück für 25 kV, 50 Hz, hergestellt seit 2019 von Stadler Rail, Bussnang

### Verbrennungstriebwagen
| Bzmot (160 bis 397) | 6012 | 117 |                                         |
| Bzmot (398 bis 420) | 6112 | 127 |                                         |
| —                   | 6312 | 136 | Prototyp, Umbau aus Trieb- und Beiwagen |
| ABbmot              |      | 227 |                                         |
| —                   | —    | 406 | Zweikrafttriebwagen                     |
| —                   | 6341 | 416 |                                         |
| MDmot               | 2345 | 417 |                                         |
| —                   | 6342 | 426 |                                         |
| ABmot               |      | 485 | [ 12 ]                                  |

- Reihe 136, Prototyp aus Bzmot 211 und Beiwagen, hergestellt 2005 im Werk Szombathely
- Reihe 406, 12 Stück mit Dieselmotor und für 600 V, hergestellt 2020–2021 von Stadler Rail Valencia
- Reihe 416, 40 Stück mit hydrodynamischer Leistungsübertragung, hergestellt 2002–2004 von Metrowagonmasch, Mytischtschi
- Reihe 426, 31 Stück mit hydrodynamisch-mechanischer Leistungsübertragung, hergestellt 2003–2006 und 2009 von Siemens Mobility, München

### Breitspur-Verbrennungsmotorlokomotiven
| M40.9 | 2340 |       | 1520 mm |  |
| M62.5 | 2862 | 628.5 | 1520 mm |  |

### Schmalspur-Verbrennungsmotorlokomotiven
| B–26    |      |     | 760 mm |  |
| C-50    | 2920 | 234 | 760 mm |  |
| Mk48.20 | 2948 | 244 | 760 mm |  |
| Mk45    | 2945 | 276 | 760 mm |  |

### Schmalspur-Verbrennungstriebwagen
| Dmot   |  | 411 | 760 mm |  |
| ABamot |  | 443 | 760 mm |  |